# Стінопис

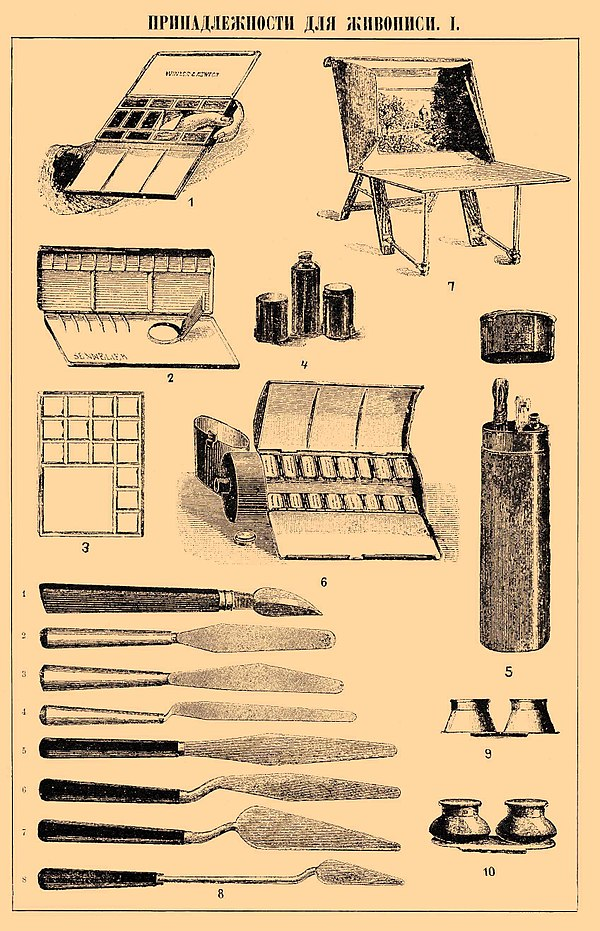
Приладдя для виконання монументального живопису.
1. коробка, кришка якої слугує палітрою для змішування фарби з водою
2. кришка-палітра коробки, що має 18 відділів для різних фарб
3. порцелянові плитки для змішування фарб
4. склянки для палітри та пляшка для води
5. футляр з кришкою
6. футляр з овальним дном у відкритому стані
7. розкладний стіл для розміщення приладдя
8. набір сталевих ножів (на зразок шпателів)
9-10 парні чашки для олії, що при перехиленні не виливаються

Монументальний живопис, мурал, стіно́пис — різновид живопису, твори якого мають самостійне значення і сприймаються незалежно від оточення. Твір монументального живопису створюється на стаціонарній (на відміну від станкового малярства), а не на утилітарній (на відміну від декоративного живопису) поверхні. Згідно з тлумачним словником мистецтвознавчих термінів: «Монументальний живопис — це твір образотворчого мистецтва значного розміру, пов'язаний з архітектурою, але із самостійним і суспільно значимим образним змістом». Він безпосередньо пов'язаний з архітектурою, прикрашає стіни, стелі, підлогу та інші елементи архітектури споруд; може бути розташованим в інтер'єрі та екстер'єрі будівлі. До його технік належать всі види розпису по тиньку (фреска та її різновиди), мозаїка, вітраж, енкавстика, сграфіто, майоліка, гаряча емаль, кольоровий цемент, а також зроблені спеціально для певного приміщення живописні панно на полотні та гобелени Слід відзначити, що олійна фарба інколи використовується для стінопису, проте вона зарекомендувала себе як нестійка й недовговічна. З розвитком технологій в декоративному оформленні інтер'єрів повноцінно використовуються фарби, лаки та емалі на основі синтетичних сполук (полівінілацетат, дивінілстирол, перхлорвініл, акрилу, епоксид).
У західному мистецтвознавстві термін «монументальне мистецтво» (англ. monumental art) застосовується рідко, проте існує цілий ряд термінів, близьких за змістом. Такі терміни як «sustainable art» (стійке, неминуче мистецтво), «енвайронмент» (середовищне, екологічне мистецтво), «лендарт» (ландшафтне мистецтво), «mural» (стінопис), які своїм масштабом демонструють високий професіоналізм художника та актуальні напрямки або техніки публічного мистецтва.
Специфіка творчості художника-монументаліста, що працює в архітектурі, полягає в тому, що йому більшою мірою, аніж художнику-станковику, необхідно володіти різноманітними технічними й технологічними навичками. Станковик у своєму творчому житті може бути майстром певного жанру, однієї теми та іншим. У монументаліста не існує такої можливості, оскільки робота в архітектурному середовищі ставить перед ним інші завдання та вимоги. Конкретні архітектурні умови, містобудівна ситуація, призначення, функції, стильові особливості об'єкта безпосередньо створюють ідею твору, диктують його композиційну побудову, колористику, образотворчу мову.
Живопис, що значно доповнює та підкреслює стиль будівлі, повною мірою відповідає своїй назві — монументальний. Разом з тим живопис, який служить лише прикрасою архітектури, але мало або нічого не додає до її стилю, називається просто декоративним живописом. Зразками монументального живопису є розписи, що покривають будівлі Стародавнього Єгипту, Помпеїв, розпису часів Ренесансу та ін. У завдання монументального живопису входить виявлення архітектурних форм та їх стилю, що можливо лише при досягненні значної гармонії між архітектурою та живописом. Останній, в цьому випадку, не має самостійного значення, а знаходиться певною мірою в підпорядкуванні архітектури. Це надає йому своєрідний характер, що виражається в особливому трактуванні зображуваних форм, фарб, світла, тіні та іншого. Декоративний настінний живопис, призначення якого полягає лише в оздобленні архітектури, також підпорядковується особливим законам трактування форм, фарб та іншого, оскільки й він повинен бути в гармонії зі своєю архітектурою. Таким чином, у кожному настінному декоративному живопису, підхід до вирішення мальовничого завдання завжди відмінний від підходу станкового живопису, оскільки реалізується не тільки живописне завдання, а й архітектурне.

## Історія
Монументальний живопис бере початок з глибокої давнини й досяг високого ступеня розвитку ще задовго до того часу, коли власне живопис розвинувся в самостійне мистецтво, що відокремилося від архітектури й отримало назву станкового живопису. Монументальний й взагалі настінний декоративний живопис становить собою самостійний розділ у живописному мистецтві. Саме тому художник, що приступає до прикраси стін розписами, повинен мати спеціальну художню підготовку. Монументальний живопис має й самостійну техніку, де базою для неї служить не полотно, а стіни будівлі, побудовані з матеріалів, властивості яких необхідно знати, що вимагає спеціальної підготовки. Технічні пізнання необхідні для живописця й при їх відсутності настінний декоративний живопис унеможливлюється.
Найбільш поширеним видом основи, тобто матеріалом, на якому виникає твір в станковому живопису були дерево й полотно, а в настінному — камінь, цегла та інші будівельні матеріали. В архітектурі минулого основою монументального живопису найчастіше слугували внутрішні поверхні стін і зводів будівлі, а також його опорні елементи — стовпи або колони. Таким чином, основу настінного живопису й становить той матеріал, з якого створена дана споруда. Тому вивчення специфіки такої основи здатне пролити світло на історію, час створення або атрибуцію виконаного на ній розпису. Все це складає предмет не стільки історії технології живопису, скільки історії архітектури. Разом з тим, настінні розписи виконувалися не лише безпосередньо на будівельному матеріалі. Як правило, винятком слугують доісторичні наскельні малюнки та печерні розписи. Призначені під такий живопис поверхні попередньо тинькувались, товщина шару коливалася залежно від характеру кладки стін — від декількох міліметрів (на тесаному камені) до декількох сантиметрів (в спорудах з цегли або грубо оброблених блоків з каменю). В ряді випадків такий шар тиньку можна розглядати як основу настінного живопису, оскільки поряд з ним існували й існують прийоми написання на сухому тиньку (наприклад, олійний, клейовий та темперний живопис).
Вже в XIV—XV столітті Ченніно Д'Андреа Ченніні у своєму відомому творі «Книга про мистецтво» рекомендував наступне. Для роботи на стіні потрібно: її промити, тинькувати, писати прикраси, полірувати, малювати, писати по сирому і, нарешті, закінчувати по сухому, змішувати темперу, прикрашати й закінчувати настінний живопис. Це було правилом, згідно з яким його сучасники та наступники створювали свої настінні роботи. Ченніні зазначав, що така техніка не була його особистим досягненням, а була засвоєна від вчителів. Мистецтво живопису на стіні він називав «найприємнішою та прекрасною роботою».
Дослідження техніки настінного живопису давньоруських художників нероздільно йде з питанням про її походження взагалі. Знайомлячись з технікою класичного живопису Середньовіччя й технікою раннього Відродження в Італії стає відомо, що руська техніка є похідною від них, проте не позбавлена ознак самостійного розвитку. Однак, визначити саме час її походження та становлення досить нелегко. Починаючи з XII й закінчуючи XIV століттям, про які збереглися достовірні відомості, стає відомо, що всі вони писані в одній техніці, хоча й різняться колоритом. Спільність рис художньої майстерності руських митців та афонських ченців-стінописців виявив та дослідив ієромонах Діонісій Фурнаграфіот (1701—1735) Його роботи базувалися на давніх текстах рукописів XVI століття, серед яких трактати живописця та іконописця Мануїла Панселіна, який працював на Афоні.
Питання довголіття творів стінопису, що знаходяться не в музейних умовах, завжди хвилювали художників, спонукаючи їх до пошуку найбільш доцільного розв'язання таких задач, виходячи з матеріалів і рівня розвитку технології, характерних для часу створення витворів. Свого часу художник-живописець І. Ю. Рєпін на Всеросійському з'їзді художників у 1911 році сказав: «Якщо злочинні архітектори, які побудували будинки, стелі, карнизи, що падають, то так само злочинні неосвічені живописці, які написали картини, фрески, що облуплюються…». Саме на уникнення цього сучасний художник повинен використовувати всі засоби, всі знання, які були накопичені до цього часу наукою та практикою. Він повинен бути технологічно грамотним і застосовувати всі відомі матеріали й так їх використовувати при веденні робіт, щоб досягти не тільки художніх висот, але і довголітнього збереження творів.
Вивченням накопиченого досвіду в цьому виді образотворчого мистецтва здавна займалися представники різних народів. Починаючи з часів античності видатні особи як Гай Пліній Секунд, Марк Вітрувій Полліон почали систематизувати наявний досвід монументального живопису. Художники й архітектори наступних століть, як то чернець Теофіл, Леон-Баттіста Альберті, Джорджо Вазарі, Ченніно Д'Андреа Ченніні, Діонісій Фурнаграфіот підняли мистецтво розпису на стаціонарній поверхні на новий рівень. Сучасний теоретично-практичний базис є плодом праці великої кількості вчених, дослідників та технологів, серед яких можна виділити Панькевич Ю. І., Бойчука М. Л., Петрова А. І. та інші.
На території України монументальне мистецтво відомо з часів Київської Русі. Починаючи з XVI ст. в настінному розписі вже виразно почали проявляються риси національної самобутності українського народу (Онуфріївська церква в с. Лаврове та церква Святого Духа в с. Потеличі на Львівщині). Мистецтвознавець, дослідник української архітектури, музейник Таранушенко Стефан Андрійович підкреслював, що наша архітектура з другої половини XVI—XVII ст. наповнювалася новим змістом. З його досліджень стало відомо, що принципи побудови архітектурно-художнього образу монументальних пам'яток цього періоду наближається до принципів побудови художнього образу в італійському мистецтві доби Ренесансу. Видатною пам'яткою доби українського ренесансу з його культом симетрії й гармонії є церква св. Юрія в Старому Хуторі.
У XVII ст. настінним розписом було оздоблено багато релігійних споруд, зокрема Троїцький собор Густинського монастиря на Слобожанщині. У XVIII — на початку XIX ст. настінні розписи збагачувалися місцевою тематикою. Саме тому український декоративний розпис показує історію культури українського народу. Завдяки діяльності українського історика, археолога, етнографа, фольклориста, лексикографа, письменника, дослідника історії українського козацтва Дмитра Івановича Яворницького стало загально відомо про декоративний розпис. До нього ніхто не звертав уваги ні на декоративний, ні на настінний розписи, ніхто їх не колекціонував. Навіть такий відомий український етнограф як Федір Кіндратович Вовк не тільки не досліджував цей вид народного мистецтва, а й навіть не знав про нього. Слід зазначити, що настінний розпис у кожній місцевості країни мав свої особливості: відрізнялися колорит, власне орнамент та розміщення декору. Розписи Хмельниччини більш геометризовані: великий орнамент у біло-червоній гамі на темному фоні. Для Вінниччини більш характерний складний рослинний орнамент, що зображувався на світло-сірому тлі з використанням білої фарби. Настінні розписи Херсонської та Кіровоградської областей близькі до подільських, але орнаментально вони є менш навантажені, що загалом характерно для всього південного регіону України. На Чернігівщині та у північних областях України стінопис майже не використовувався. Для Полтавщини настінний розпис не характерний, а якщо і використовувався, то не мав основного декоративного навантаження. Панівними в оздобленні інтер'єру тут є кераміка, гобелени та вишиті рушники. Розпис Дніпропетровщини невеликий за розміром, але мав значно більшу кількість дрібних деталей. Саме стінопис на білому тлі вищезгаданої місцевості став основою для розвитку цілої орнаментальної школи — петриківського розпису.

## Техніка стінопису

### Темпера
Темпера (італ. temperare (змішувати)) поєднання будь-якого клею (проклейка — водний розчин клею) з будь-якою олією. Темперою також називається спосіб живопису, виконуваний фарбами, сполучність яких досягається натуральною або штучною емульсією. У першому випадку до емульсій відносяться, зокрема, молоко та яйце (головним чином жовток, який є ідеальною натуральною емульсією). У другому випадку — штучні яєчні, жовтково-олійні, жовтково-лакові та казеїново-олійні емульсії. Фарби на емульсійному сполучникові — один з найдавніших матеріалів стінопису. Використання клейових властивостей яйця для закріплення фарб на будь-якій поверхні зародилося в стародавні часи. Багато дослідників говорять, що ймовірно цілояєчні та жовткові емульсії для закріплення фарб на архітектурних поверхнях використовували ще єгиптяни в 3200 — 1200 рр. до н. е. Певно відомо, що ці емульсії були відомими й широко застосовували в стінопису античного світу (VIII ст. до н. е.— IV ст. н. е.), за часів Візантії (IV—XV ст.), в Середньовіччі (VIII—XIV ст.) та в Епоху Відродження (XIV—XVI ст.). В Європі емульсійними фарбами, головним чином жовтковою темперою, користувалися як в стінопису, так і при роботі на дошках. Цей художній матеріал, який має цілий ряд позитивних якостей і служив мистецтву багато століть, має разом з тим цілий ряд істотних технологічних недоліків. В епоху Відродження в Італії фарби на натуральних (жовткових або цілояєчних) емульсіях, викликали багато труднощів під час роботи художників. До головних проблем слід віднести малу атмосферостійкість барвистих шарів, які формували ці фарби а, отже, й проблему довголіття (збереження) творів. Наприкінці XIX століття в Західній Європі була розроблена штучна казеїново-олійна емульсія і на її основі створено фарби (казеїново-олійна темпера), вільні від технологічних недоліків темпери на основі натуральної яєчної емульсії. Також вони за багатьма показниками перевершують фарби на штучних (яєчно-олійних і яєчно-лакових) емульсіях. З початку нашого століття й по теперішній час вони знаходять широке застосування у майстрів стінопису. Темперні фарби в жодному разі не можна змішувати, їх накладають тонкими шарами, одну поряд з іншою, без будь-яких переходів. Саме тому, на відміну від олійного живопису, в темпері використовуються власне прості поєднання фарб. Для моделювання використовують штрихування і відтінки тону. Гарною властивістю темпери є те, що вона рівномірно сохне і не утворює тріщин (ефект кракелюру).

Пам'ятки монументального мистецтва (темпера)
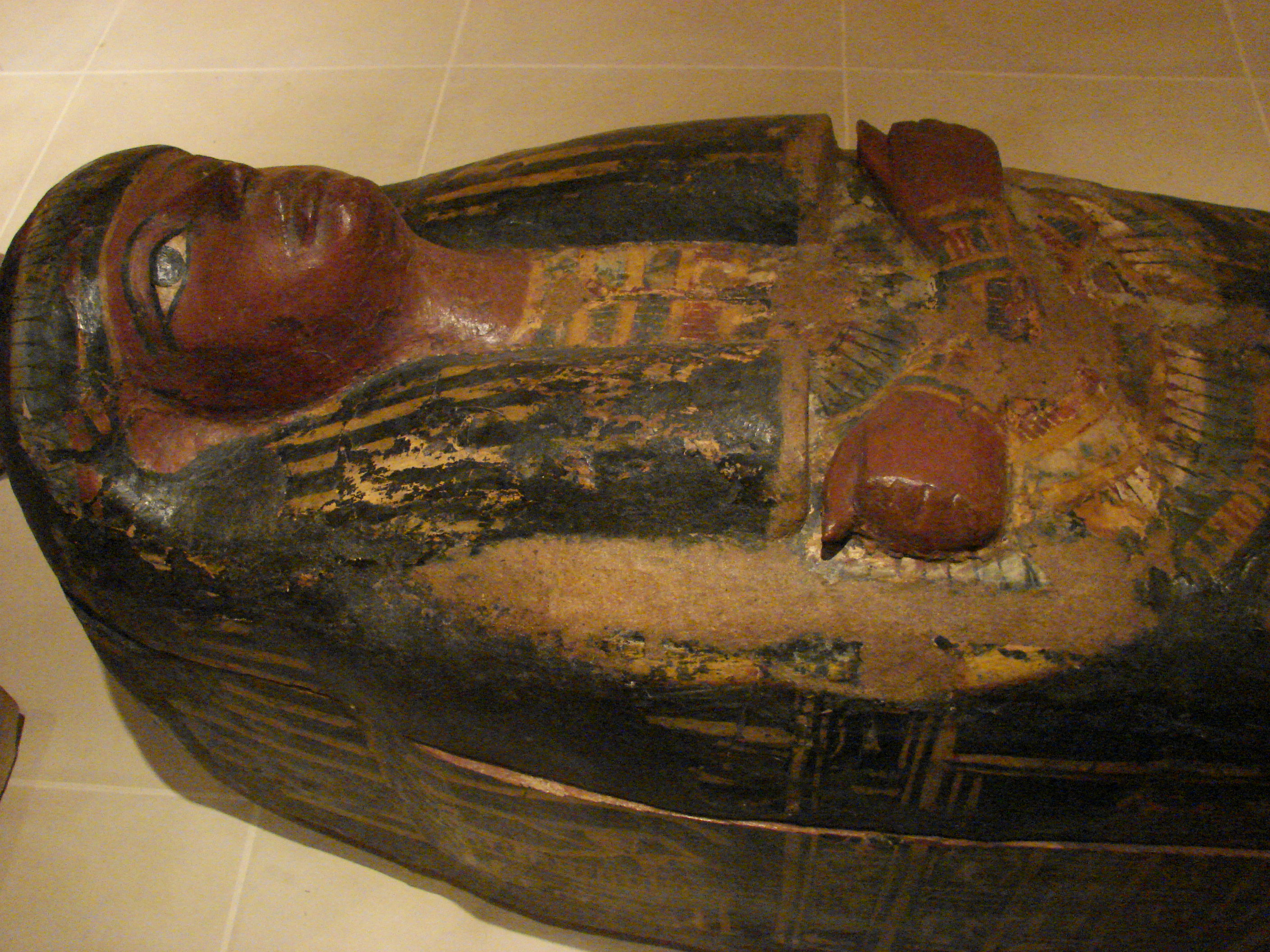
Розписи саркофагів давньоєгипетських фараонів виконані темперними фарбами (Національний музей у Варшаві)
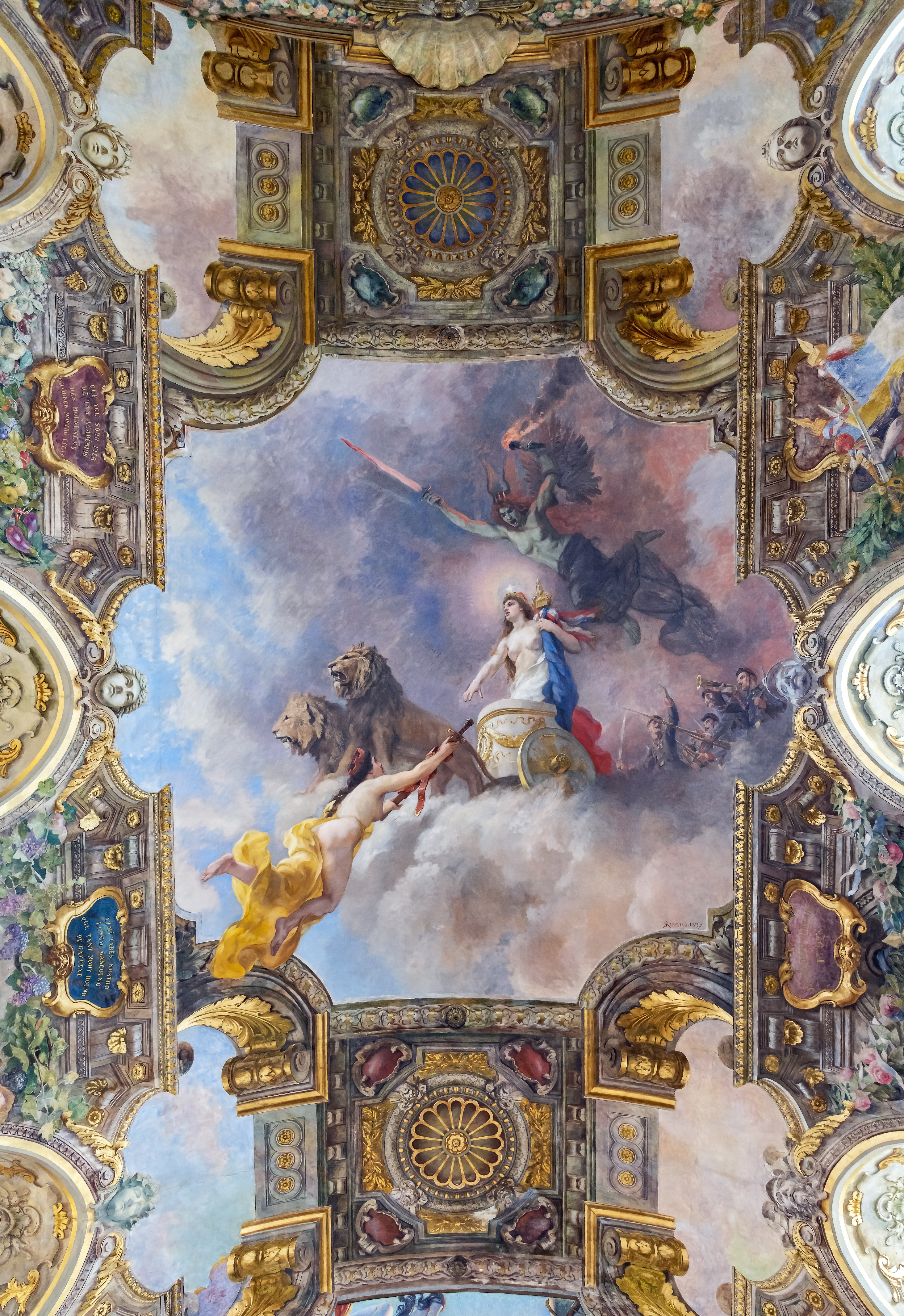
Стеля Тулузького капітолія, Жан Андре Ріксенс[en]
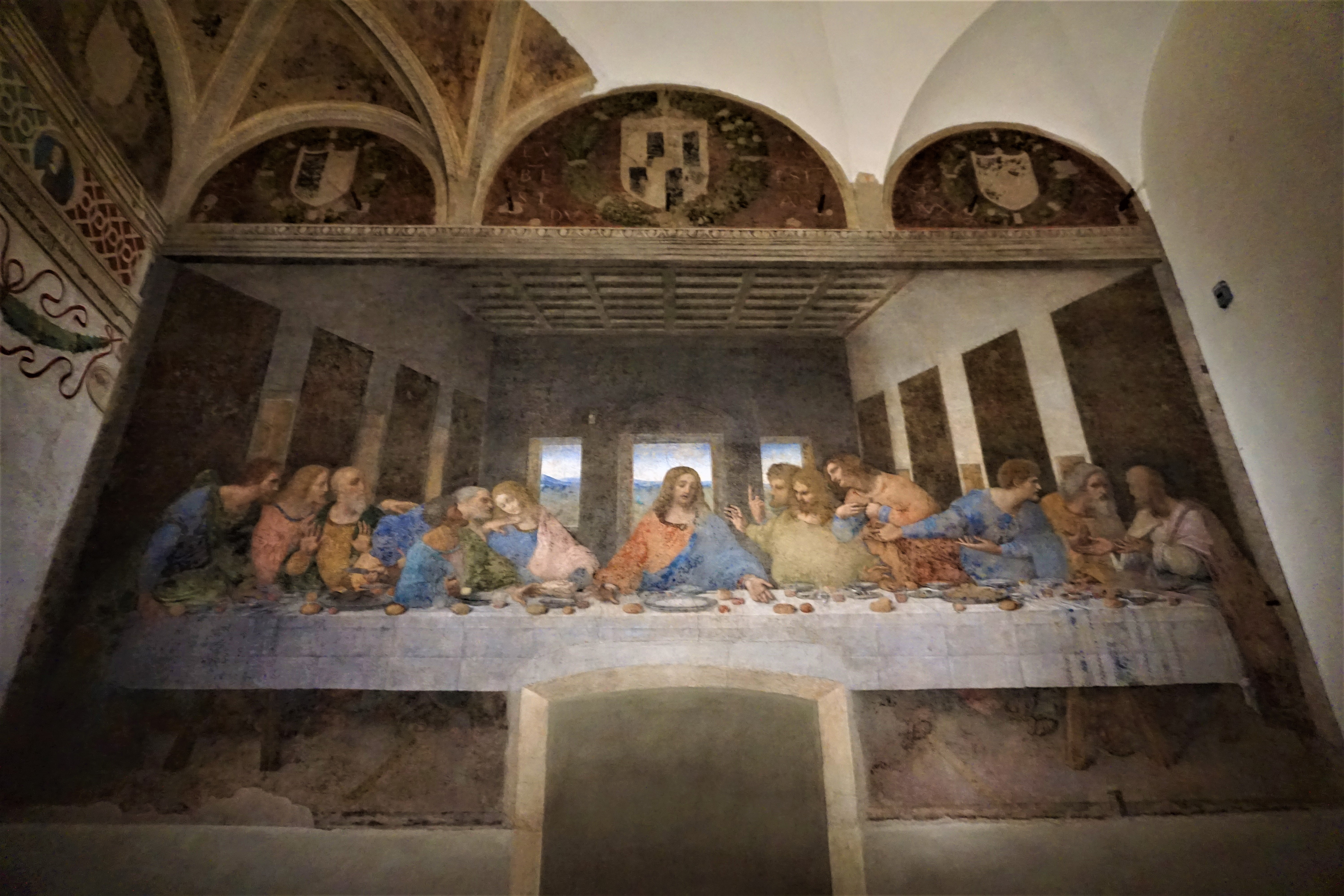
«Таємна вечеря», Леонардо да Вінчі, трапезна монастиря Санта Марія делле Ґраціє, (Мілан)

### Олійні фарби
Проблемність темпери змушувала художників шукати різні способи подолання недосконалостей цього матеріалу. За допомогою різноманітних дослідів вони шукали нові матеріали, здатні на оптимальному рівні забезпечити реалізацію художніх задумів. Фарби на натуральних яєчних емульсіях домінували до кінця XVI століття в Італії й до XVII століття в інших країнах Західної Європи. Згодом їхнє місце посіли олійні фарби. Вони згадувалися ще в X столітті, а в XII ними виконувалися невеликі роботи по розпису стін, але досить рідко. Найбільший розквіт популярності таких фарби у стінописі прийшовся на період XVIII—XIX століття. Разом з тим й олійні фарби не були ідеальним матеріалом. Вони мали свої недосконалості, обумовлені як недоліками сполучності, так і складною технологією ведення робіт, проблемами збереження витворів. Особливо відносно стінопису, де цей матеріал показав себе майже повністю непридатним до справи. Це було викликано головним чином тим, що олійні фарби, як чудовий матеріал для станкового живопису, виявився недовговічним на стінах. Олія розпадалася від їдкого вапна та лужних солей, що містилися у тиньку. На рівних поверхнях стін і стель художники навіть використовували підрамник, але на криволінійних (куполах, апсидах, конхах) це було неможливо. Художники застосовували різноманітні ізоляційні шари (головним чином бітумно-смоляні) з метою не допустити згубного впливу лугу тиньку на олію. У XVII й в наступні століття аж до XX олійними фарбами в архітектурі писали багато, але все ж таки не безпосередньо по площинах стін, а на полотні, приклеюючи останні прямо на тиньк або натягуючи їх на підрамники й потім вже монтуючи на кам'яну площину.
Жири та олії рослинного і тваринного походження подібні між собою з хімічної точки зору, але вони розрізняються за характером вихідних кислот. Зовсім іншим хімічним складом відрізняються мінеральні олії, що є сумішшю різноманітних рідких сполук з нафти або смоли (наприклад, парафінова й вазелінова олія). Олії на дотик жирні, легші за воду, нелеткі й залишають плями, що не зникають навіть при нагріванні. Розчиняються в скипидарі, хлороформі та бензені. Під дією водяної пари під тиском етери жирних кислот гідролізуються, розщеплюючись з частковим поглинанням води на вихідні складові частини. З них потім отримують жирні кислоти й гліцерин. Рослинні олії отримують пресуванням або екстракцією насіння. Для живопису найбільш придатними є олії, одержані холодним пресуванням. Олії, одержані гарячим пресуванням та екстракцією для цих цілей непридатні. Останні застосовуються для технічних цілей; з них виробляють мило та малярні оліфи. Якщо рослинні олії піддаються впливу атмосфери, то вони реагують по-різному, проявляючи при цьому свої індивідуальні властивості. Деякі швидко ущільнюються та врешті-решт тверднуть. Ці олії називаються твердіючими або висихаючими (лляна, макова, горіхова). Не висихаюча олія густіє на повітрі, але ніколи до кінця не твердіє (оливкова, мигдалева). Між обома групами знаходяться напів висихаючі олії (соняшникова, бавовняна), які густіють на повітрі, але на їх поверхні, в кращому випадку, утворюється лише тонка плівка. Групи напів висихаючої олії точно не встановлені, оскільки деякі з них відносять до висихаючих, а інші до невисихаючих.
Олійний живопис так і не мав би широкого поширення, якби не зручності й деякі переваги в порівнянні з іншими техніками. Олійні фарби добре сохнуть, що дозволяє робити істотні зміни, додатки, дописи. Картина, рівно як і розпис на стіні олійними фарбами відносно стійкий, яскравий за фарбами, мало змінюється з часом, хоча й потребує відповідних умов для збереження.

Пам'ятки монументального мистецтва (олійні фарби)
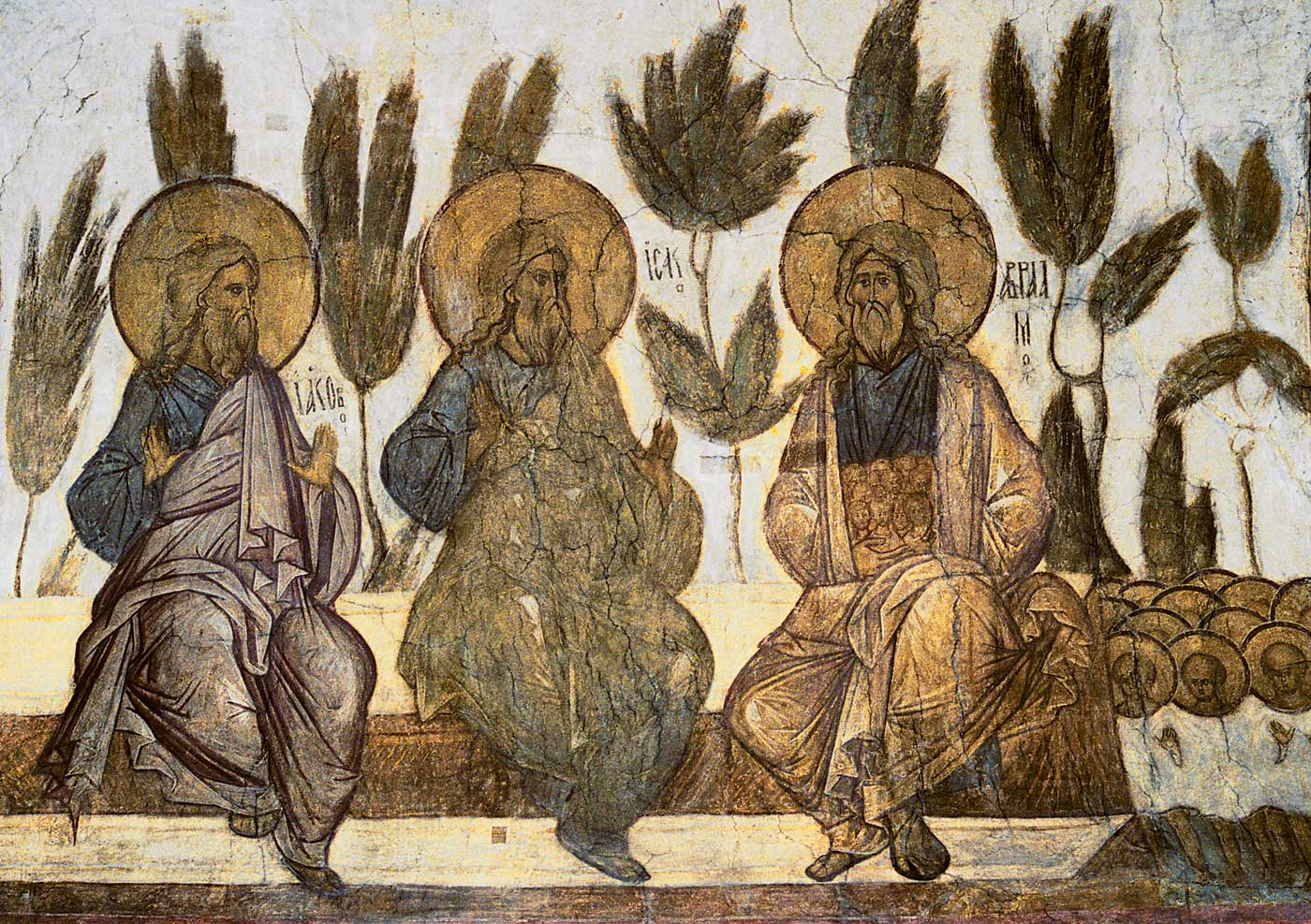
"Лоно Авраамове" - початково була створена фреска у співавторстві Данила Чорного та Андрія Рубльова, але потім розмальована олійними фарбами[20].
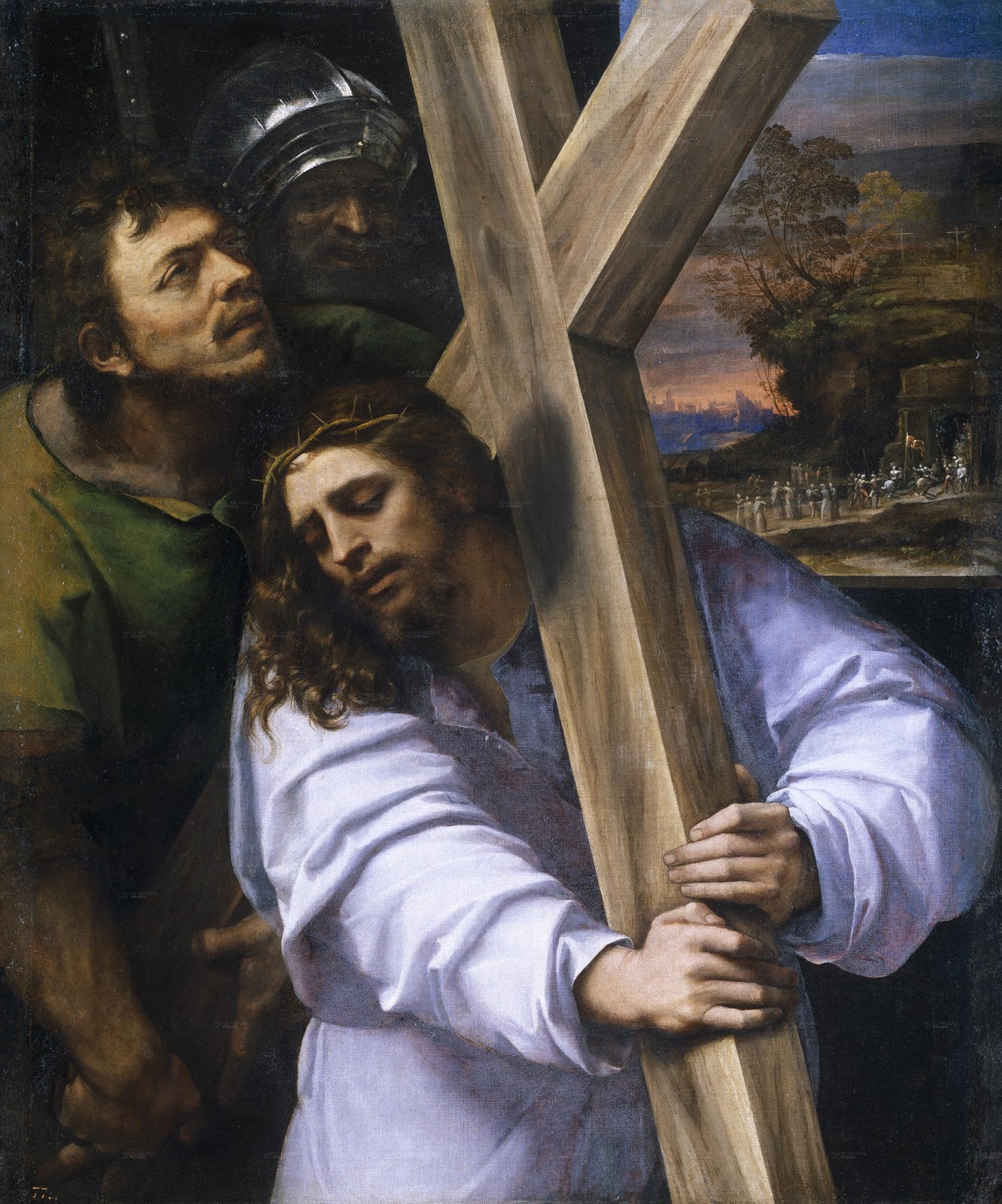
Себастьяно дель Пйомбо — "Несення хреста" (олійні фарби на шифері, Національний музей Прадо)[21].
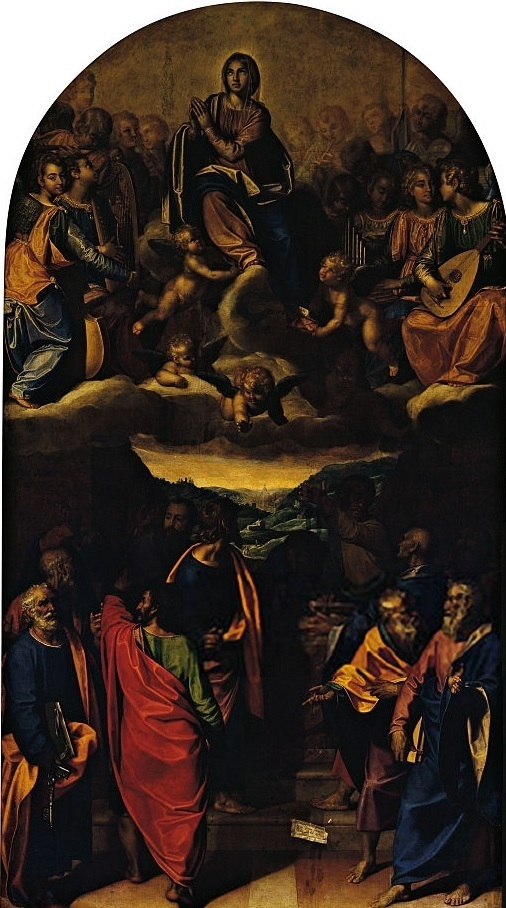
Шипіоне Пульцоне — "Внебовзяття Діви Марії" (олійні фарби на шифері, Сан-Сільвестро-аль-Квіріналє)[22].

### Клейові фарби
Клейові фарби — один з найдавніших матеріалів, який поряд з фарбами на природних емульсіях застосовувався в стінопису протягом багатьох століть. Сполучником у цих фарбах використовують, головним чином, тваринний і рослинний клеї. У процесі виварювання різного роду відходів м'ясних та шкіряних продуктів отримують так званий столярний клей (плитковий або в гранулах). Виварюючи зерна пшениці або жита (готуючи відвар з цих зерен), отримують рослинний клей. Досить часто для його виготовлення використовують клейстер з борошна. Основний недолік клейових фарб — відносно мала атмосферостійкість їх барвистого шару, який через низку причин досить швидко втрачає свіжість та яскравість. У вологих приміщеннях, де відчутний перепад температури, що призводить утворення конденсату на зовнішніх стінках, клей (сполучна фарба) руйнується (загниває, чорніє і таке інше). Барвистий шар починає лущитися й відшаровується — розпис стає повністю непридатним. Разом з тим, у приміщеннях сухих і достатньо освітлених розпис клейовими фарбами довгі роки зберігає барвистість і красу відтінків. Якщо врахувати простоту приготування клейових фарб, зручність роботи ними, низьку ціну матеріалів, то неважко зрозуміти, чому ці фарби широко використовуються. У клейових фарб з казеїновим клеєм є і переваги, які вигідно відрізняють їх від фарб на тваринному і рослинному клеєві. Вони дають більш міцний та більш атмосферостійкий барвистий шар, а, отже, і є більш тривкими. Деякі технологи вважають, що цими фарбами можна писати навіть в екстер'єрі, але за умови, що основа, на якій буде створено розпис (архітектурні поверхні), повинна бути міцною та сухою.
Особливої уваги заслуговує Домініканський монастир у Львові. З часу свого існування його будівлі зазнали багатьох ремонтів та перебудов. Серед них найцікавішою є мала трапезна зала, що в минулому перебудовувалася й саме через те зараз складається з двох різних за формою та розмірами частин. У західній частині приміщення під розпис були представлені дві стіни. В розпалубках склепіння розташовано чотири композиції: по дві на північній та південній стінах. Під час чергової реставрації саме тут було знайдено шість композицій в широких обрамленнях, які в 1906 році виконав Кароль Політинський. Ймовірно, він працював як реставратор над розписами склепіння, частково перемалювавши їх. У місцях втрат шару тиньку можна знайти попереднє альфрейне малювання, яке в різних місцях відрізняється одне від одного: в одному випадку це клейове малярство, в іншому — темперне. Вищезгадані обставини дозволяють говорити про те, що стінопис Політинського виконаний в техніці олійної темпери в межах сцен та в клейовій — на обрамленнях.
Наступним цікавим для дослідження об'єктом клейового живопису є Церква святого Миколая в Горянах (Ужгород). Церква складається з двох частин: ротонди XI століття у формі округлого шестигранника зі стінами товщиною 2,5 м та маленькими вікнами-бійницями та прибудови до ротонди з західного боку у XV столітті. Приблизно тоді ж, у XV столітті, частину ротонди було розібрано та прибудовано прямокутну наву церкви Св. Миколая, а саму ротонду перетворено на вівтарну частину храму. 1912 року над західним фасадом церкви надбудовано дерев'яну дзвіницю. Розпис ротонди виконано за допомогою клейових фарб. Різні комбінації такої технології відомі в давньоруському монументальному малярстві, де клейова фарба застосовувалась достатньо широко. Вона дуже близька до технології іконопису. У практичному застосуванні саме така техніка є «швидкою» та дозволяє розписувати площу стіни швидше, аніж при застосуванні фрески. Дослідники дійшли думки, що клейовий «іконописний» метод було обрано не випадково. Він дозволяв швидко підготувати до розпису увесь об'єм ротонди й одразу через декілька днів розпочати стінопис. З огляду на невелику площу доступної для малювання поверхні, не виключено, що працював лише один виконавець з помічниками.

Пам'ятки монументального мистецтва (клейові фарби)
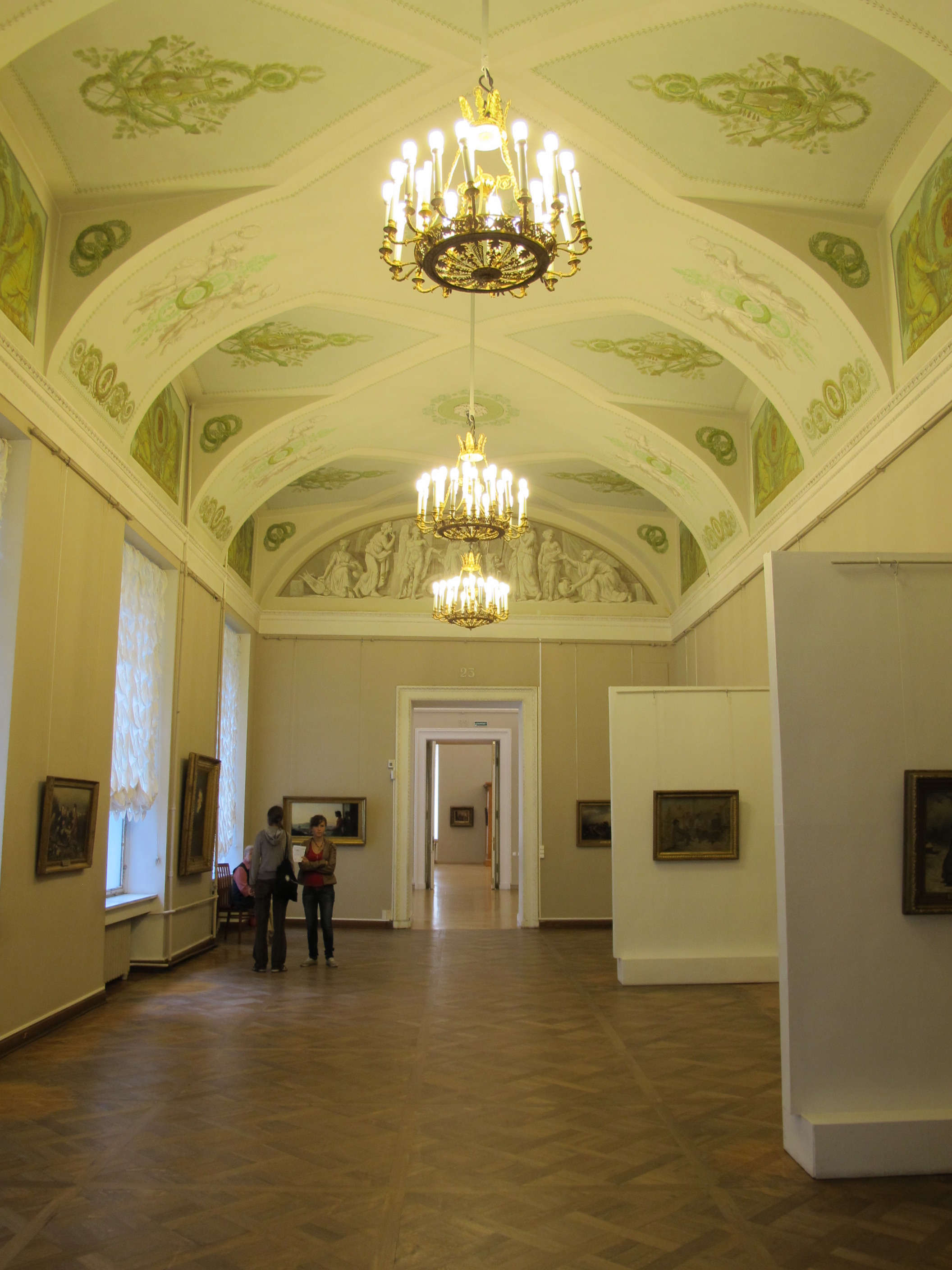
Інтер'єр Михайлівського палацу в Санкт-Петербурзі розписано клеєвими фарбами
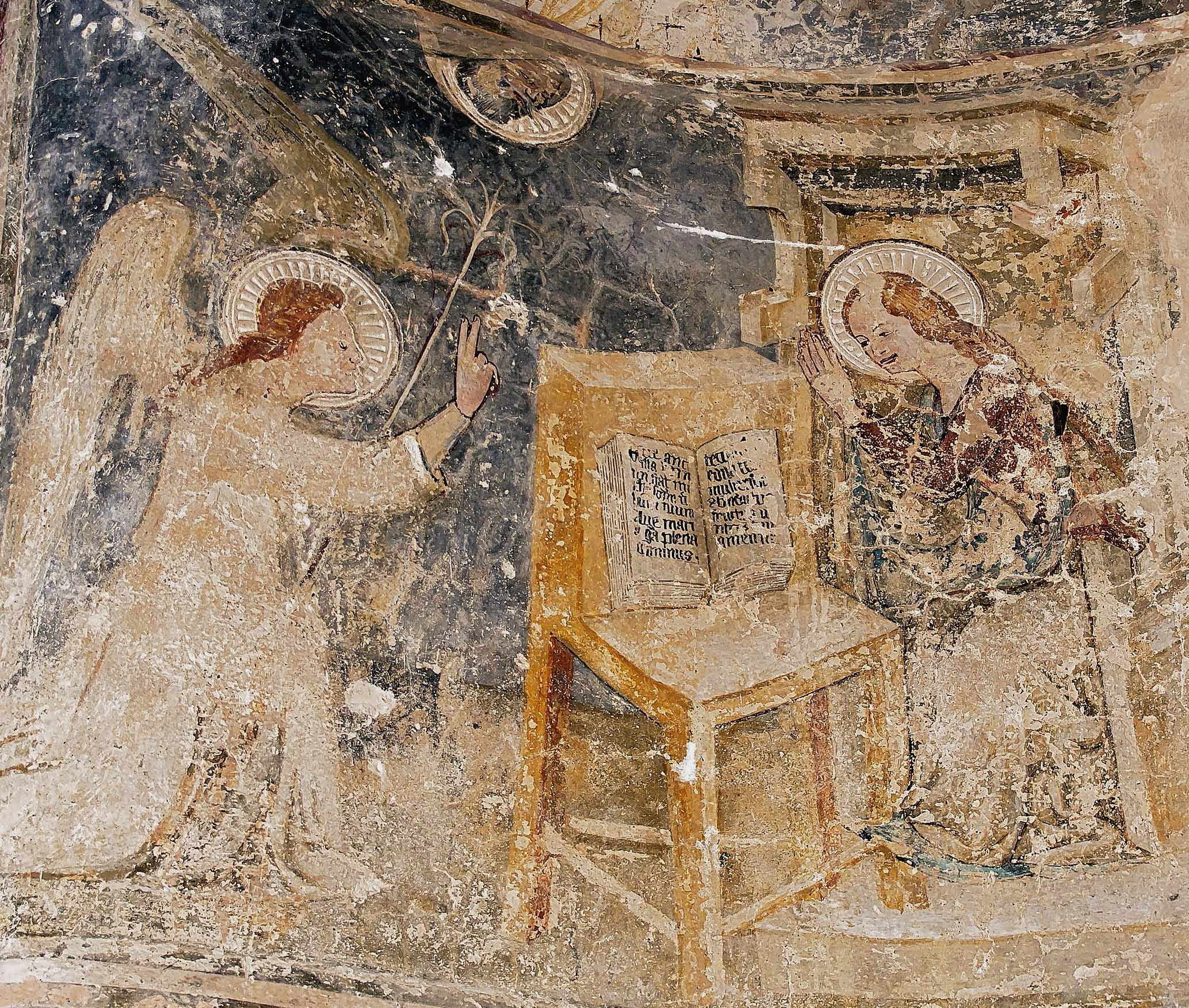
Розпис Горянської ротонди
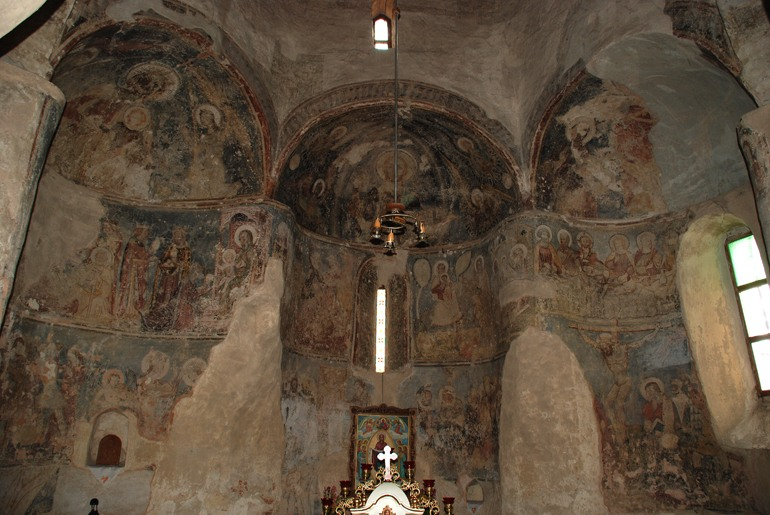
Використання клейових фарб в стінописі Горянської ротонди

### Фреска
Під терміном «фреска» розуміється написання пензлем по сирій вапняній основі (ґрунту) фарбами (пігментами), розведеними водою, без будь-якої сполучної речовини, або фарбами, що мають у своєму складі вапняний сполучник (вапняне тісто, вапняну воду — гідрат окису кальцію). Власне термін «фреска» походить від італ. «a fresco», або італ. «affresco» — по сирому, ще свіжому вапняному ґрунту. Інколи вживається вираз «bouone fresco» («справжня фреска»). Існує вираз «fresco a secco» («фреска по-сухому»), яка за своєю суттю є просто роботою вапняними фарбами (фарбами на вапняному сполучнику) по сухій обтинькованій поверхні. Ці два уточнення «bouone fresco» і «fresco a secco» знадобилися тому, що в Італії терміном «fresco» називають всі розписи будь-яким матеріалом, які виконані в архітектурі. Існує думка, що на території колишньої Київської Русі термін «фреска» з'явився лише на рубежі XVI—XVII століття, оскільки такого характеру роботи в літописних відомостях, зведеннях, статутах і указах називали «стінопис по сирому левкасу». Сам же термін «стінопис» означає всі види розпису на архітектурних поверхнях, виконані в будь-якій техніці: розпис по сирому левкасу, емульсійними сполучниками або клейовими фарбами. Фреска була широко поширена в минулі епохи. Дослідниками вважається, що цей вид живопису був відомий за часів Стародавньої Греції, писали нею в Древньому Римі, Візантії, на Русі X—XII століть (в Києві, Новгороді, Пскові). Від розписів Стародавньої Греції періоду XI—I ст. до н. е. до нас дійшли тільки два пам'ятники: розпис так званої «Гробниці пірнача» та розпис в казанликській гробниці.
Наприкінці X — початку XI сторіччя монументальний живопис активно розвивається у князівствах на території сучасної Німеччини. Так званий «оттонівський живопис» спочатку спирався на традиції ранньохристиянського мистецтва, однак згодом зазнав докорінної трансформації. В цей час характерними рисами німецького монументального фрескового живопису стають площинність, графічність, локальність кольору. Під впливом візантійського живопису поширеним стає золоте тло, архітектура й пейзаж зводяться до мінімуму й набувають досить умовного характеру. Іспанський живопис XI—XII століть виробив свій відмінний стиль — фрески виконувалися у графічній лінійній манері, малюнок був енергійний, контур підкреслювався чорною лінією, фарби накладалися плоскою плямою, колірна гама досить скупа, але мала звучність. Так були розписані й собори, і монастирські храми, і невеликі каплички, розташовані у горах Піренеїв. Монументальний живопис втратив свою панівну роль у готичний період. У готичних спорудах майже зникла гладка поверхня стіни, на якій могла б розміститися фреска. Водночас для зображень використовували величезні вікна. Зображення у вікнах, так звані вітражі, скоріше можуть бути зіставлені з мозаїкою, аніж із живописом, що виконується пензлем.

Достатньо важливою знахідкою стало відкриття фресок в церкві Св. Онуфрія, що є головною будівлею Лаврійського монастиря, яку більшість сучасних дослідників датують XIII століття. Протягом довгого часу будівля значно змінювала свій вигляд, оскільки її перебудовували та добудовували. Сучасного вигляду вона набула в 1910–14 роках, коли було розібрано деякі старі склепіння й зроблені нові, прибудовано тамбур, змінено зовнішній декор, якому надали неороманських рис замість барокових. Саме під час ремонтних робіт у 1910 році було відкрито фрагменти середньовічних фресок, які збереглися на стінах притвору. Зображення розміщене в трьох горизонтальних смугах: у нижній — сцени на теми Акафіста Богородиці, у середній — святі в медальйонах, у верхньому — Вселенські собори. Дослідники зауважили, що за стилістичними ознаками стінопис виконаний у післявізантійський період. За деякими припущеннями час його створення датують серединою XVI століття й відносять до роботи майстрів з Перемишля (нині Пшемисль, Польща). Унікальність розглянутих фресок полягає у тому, що упродовж довгого часу це був єдиний відомий витвір українських художників-монументалістів XIV—XVI століття на території України. 

Пам'ятки монументального мистецтва (фреска)
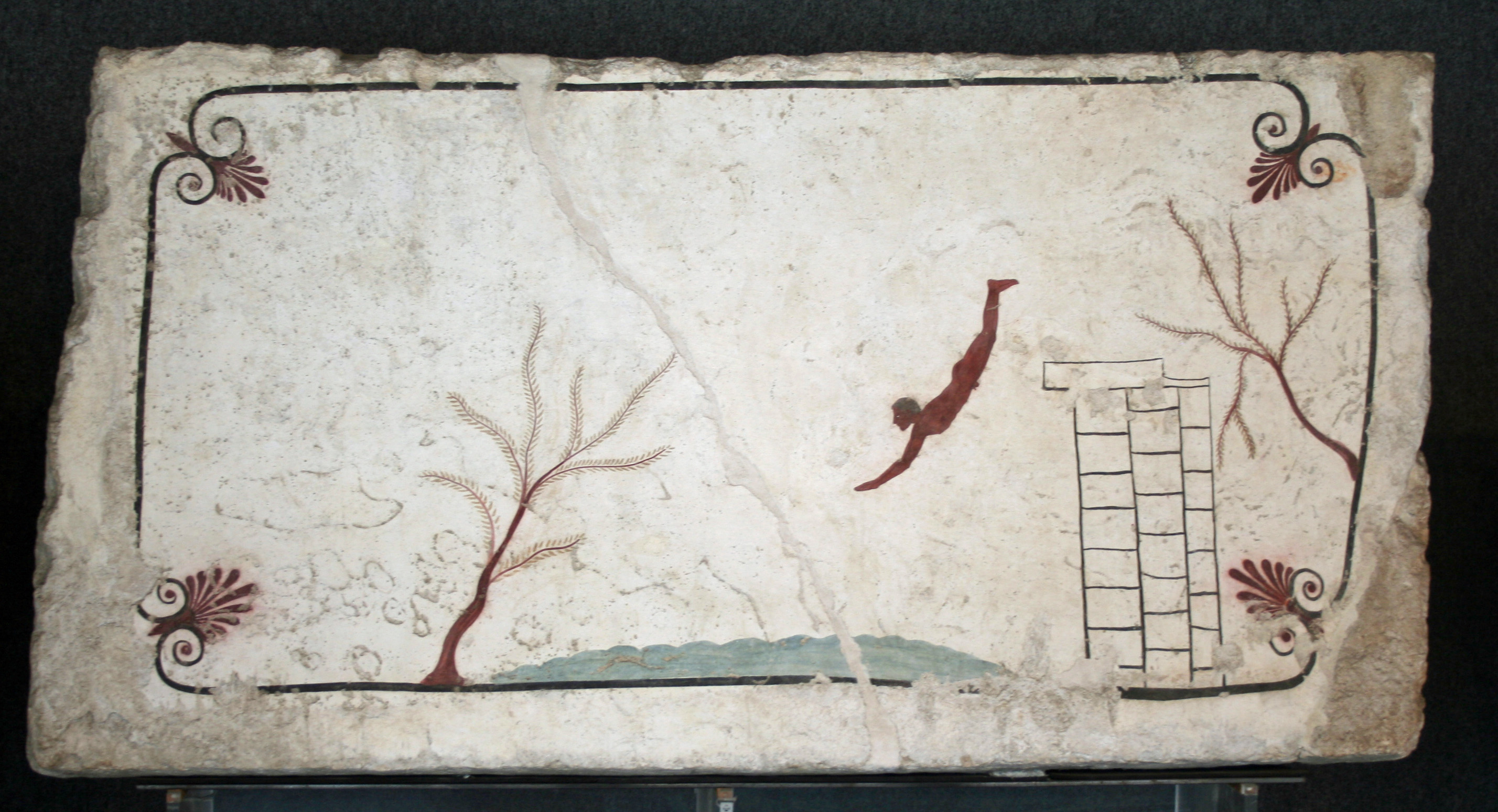
Фреска в гробниці пірнача[en], (Пестум)
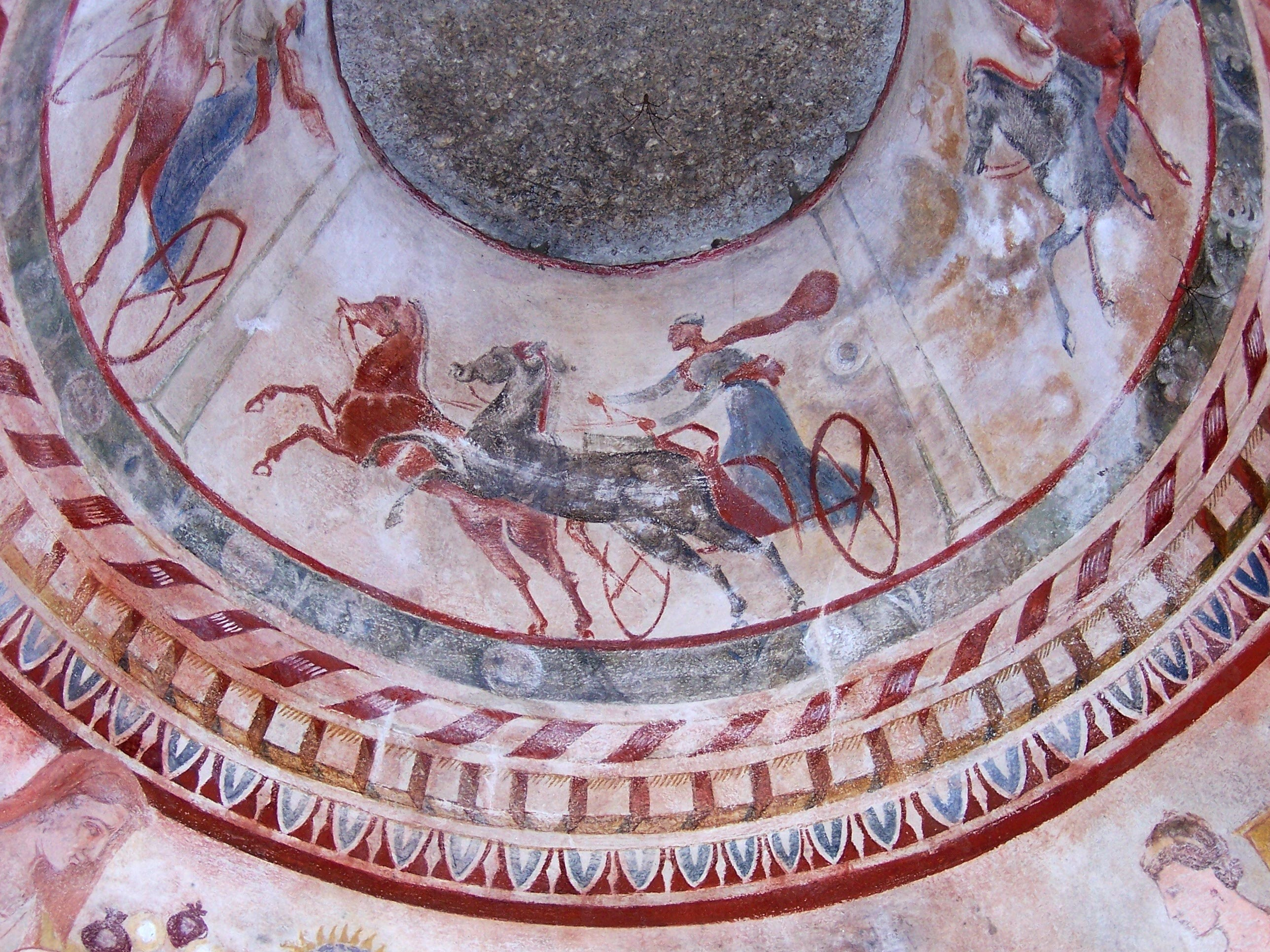
Стеля в некрополі фракійської гробниці

### Сграфіто
«Сграфіто» (італ. sgraffito) — відносно молода техніка стінопису, суть якої полягає в послідовному нанесенні тонких кольорових шарів вапняно-піщаного, вапняно-цементно-піщаного або цементно-піщаного розчинів на архітектурну площину. Далі відбувається процес прошкрябування (зняття) спеціальними інструментами свіжих, ще не засохлих верхніх шарів фарби до розкриття нижніх, що відрізняються за кольором і тоном. Первісна людина видряпувала рештками каменю на стіні печери примітивний малюнок. Це не що інше, як один з найдавніших видів сграфіто. Відомі малюнки, виконані просто пальцем по вологому шару глини, нанесеному на стіну печери. Цей спосіб стінопису є також видом сграфіто. Умільці Київської Русі використовували цю техніку переважно для декорування глиняного посуду. Видряпані малюнки можна зустріти на керамічних виробах всіх древніх народів.
У XV столітті італійські архітектори повсюдно вдавалися до тинькування великих площин фасадів. У зв'язку з цим сграфіто здобуло популярності, оскільки було більш стійкою технікою, аніж фреска, й менш витратною за різьблення по каменю й інкрустацію. Стіни палаців таких міст як Флоренція, Рим та інших європейських міст декорувалися за допомогою такої техніки аж до XVII століття, коли інтерес до фасадних розписів став поступово згасати. У книзі «Життєписи найславетніших живописців, скульпторів та архітекторів», у розділі «Про прикрашання будівель за допомогою сграфіто, яке не боїться води, і про те, що потрібно для цієї роботи, а також про те, як виконувати на стінах гротески», Джорджо Вазарі вказує на її комбінування з фресковим розписом. Саме він зазначав, що вид живопису, коли одночасно поєднуються малюнок і живопис називається — сграфіто. Його призначення лише в обрамленні фасадів будинків і палаців, які цим способом прикрашаються швидше і зовсім не бояться впливу води. Це стає можливим завдяки тому, що всі лінії не малюються вугіллям або іншим подібним матеріалом, а виконуються за допомогою залізного знаряддя рукою живописця. Ряд визначних об'єктів зі зразками декорування фасадів сграфіто збереглися в Центральній і Східній Європі. Наприклад, фасад Шварценберзького палацу, зведеного в другій половині XVI століття в Празі, практично повністю покриті малюнками в цій техніці. Стіни середньовічного замку Літомишль також розписані сграфіто. Наприкінці XIX століття техніка сграфіто знову набула широкого поширення. Англійський художник Джордж Гейвуд Самнер застосував вапняно-цементні розчини для сграфіто при розпису фасадів і інтер'єрів ряду вікторіанських церков. Підкреслена декоративність цієї техніки зробила її досить популярною в архітектурі ар-нуво (модерн) та ар-деко в Європі й США. У 60-ті роки монументальний живопис в техніці сграфіто на території України отримав новий імпульс свого розвитку, що стало доступним завдяки з радикальною зміною методів будівництва. Вони були сформовані у Постанові ЦК КПРС і Уряду Міністрів СРСР «Про усунення надмірностей у проєктуванні і будівництві» від 4 листопада 1955 року. З цього часу у практиці монументального живопису широко застосовувалися різні комбінації сграфіто з іншими способами стінопису: сграфіто з альфреско, з мозаїкою, з інкрустацією кольорового тиньку, з різьбленим або формованим рельєфом з цементу або гіпсу, з використанням присипки крихти кольорових мармурів, цегли, кераміки, скла та інших матеріалів шляхом вдавлення їх в сирий тиньк і безліч інших варіацій.
Ця техніка — одна з найбільш поширених в сучасному стінописі. Не в останню чергу завдяки отримуванню виразних декоративних орнаментів, вставок та іншого простими засобами. Додатковою перевагою є те, що стає можливо без особливих зусиль створювати значні за масштабами сюжетно-тематичні твори. Суть цієї техніки полягає в тому, що на архітектурну площину послідовно один на одного, починаючи з найтемніших тонів, наносяться шари кольорових (вапняно-піщаних та інших) кольорових розчинів. Вони наносяться на архітектурну площину звичайним способом тинкування за допомогою напівтертка, кельми, сокола і тертки. Товщина накладених шарів коливається в межах 0,2–1 см. Коли всі шари кольорових розчинів нанесені, на верхньому, ще тільки злегка підсохлому, залишають олівцем або загостреною паличкою контури майбутньої композиції. Лише після цього приступають до роботи певними інструментами технікою сграфіто.

Пам'ятки монументального мистецтва (сграфіто)
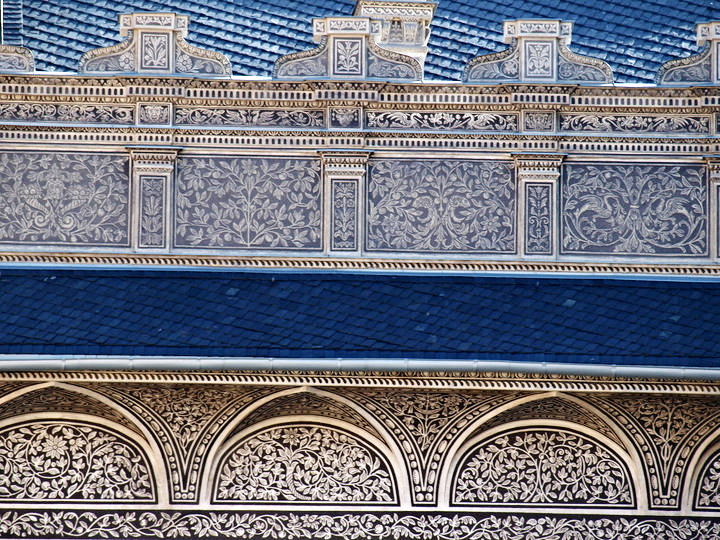
фасад Шварценбергзького палацу[cs] розписано в техніці сграфіто
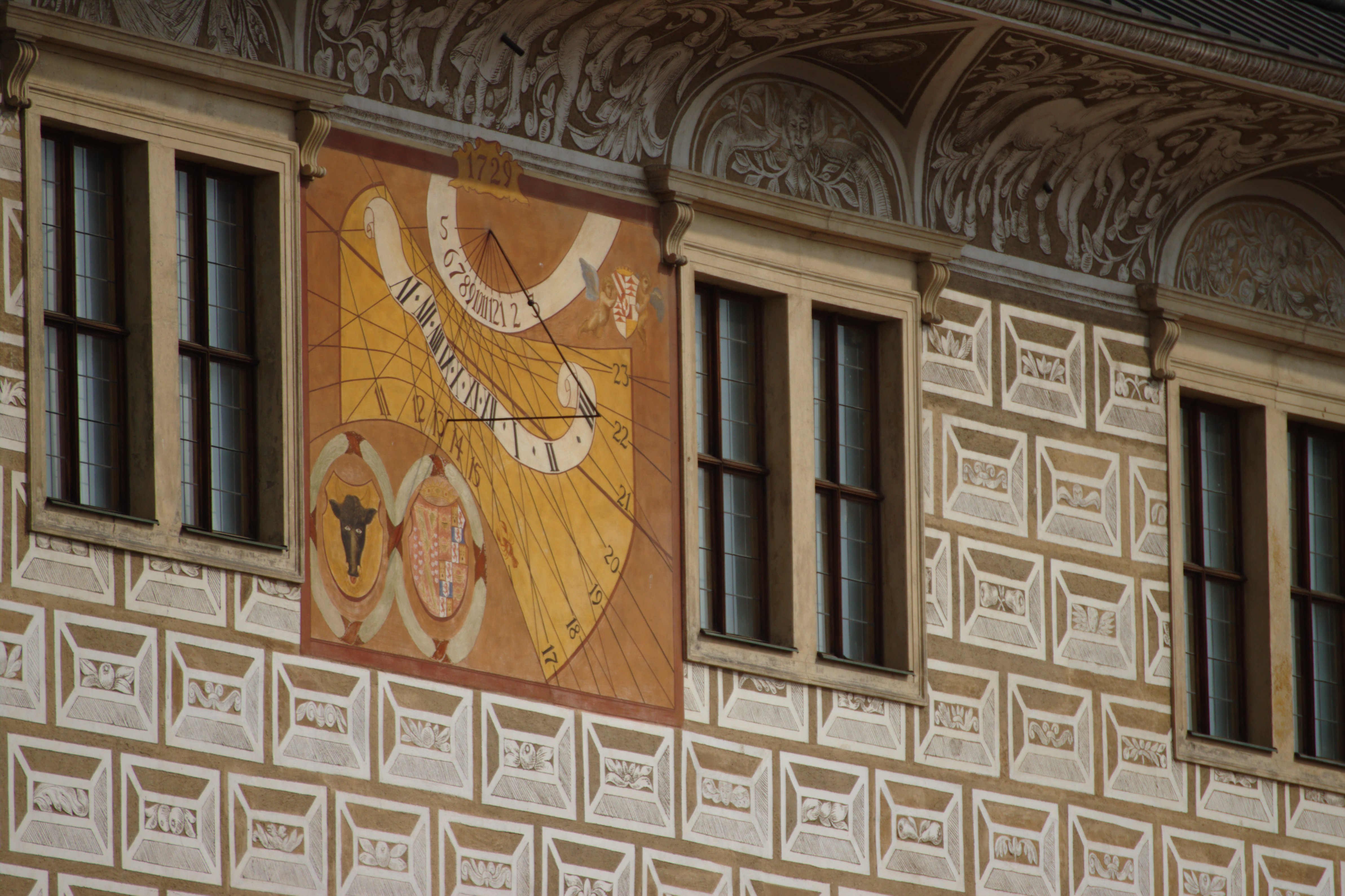
фасад Літомишльського замку
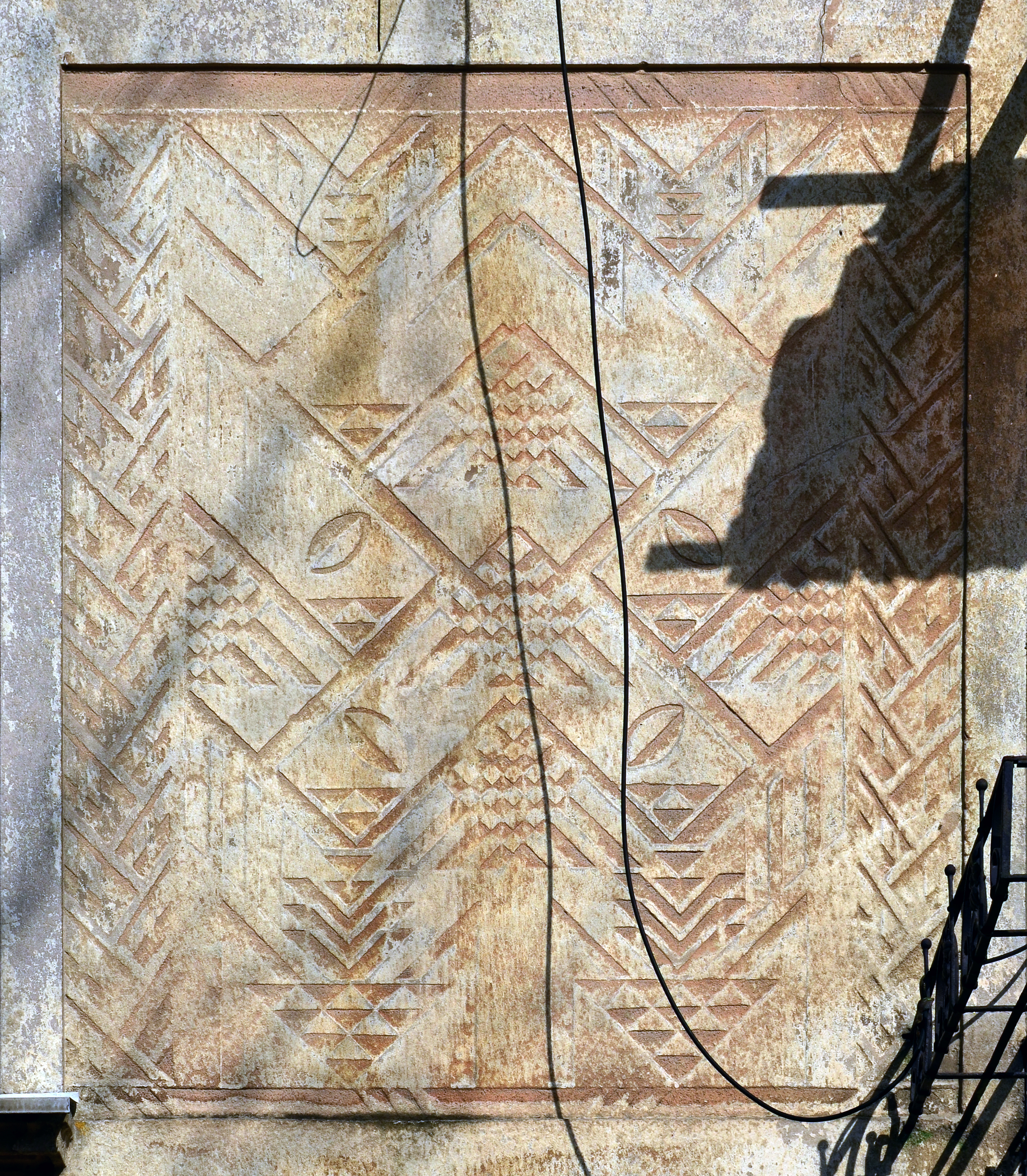
фасад будівлі по вулиці Копистинського у Львові

### Мозаїка
Мозаїка — це зображення, виконане з однорідних або різних за матеріалом частин (камінь, смальта, керамічна плитка та інші). Вона є одним з основних видів монументального мистецтва й використовується для прикрашання виробів декоративно-прикладного мистецтва. Особливим видом мозаїки є інкрустація, що викладається зі шматків простої геометричної чи складнішої форми, які закріплюються в ґрунті (цемент, мастика, віск).
Мозаїка — один з найдавніших видів облицювання й декоративного оздоблення архітектури. Мозаїка навіть сьогодні продовжує розвиватися як в художньому розумінні, так і в створенні кращих складів ґрунтів і кращих технологічних процесів ведення робіт. Стародавні римляни називали цю техніку opus musivum, що означає «складений зі шматків». У слов'янські мови цей термін прийшов з італійської або французької мови, в яких воно звучало як «mazaico» та, відповідно, «mozaique». Найдавніший пам'ятник цієї техніки, що дійшов до нас, це залишки орнаментального декору облицювання стін і напівколон древнього шумерського храму в місті Ур (IV тисячоліття до н. е.). Вона була виконана з обпалених глиняних клинів, основи яких були покриті різнокольоровою глиною. У Візантії значний розквіт прийшовся на IV століття. Смальтою викладали величезні площі, прикрашаючи мозаїкою інтер'єри храмів від підлоги до купола, створюючи цілі ансамблі зі складних багатофігурних композицій, вставок, орнаментів. Прикладом можуть слугувати наступні споруди: базиліка Сан Вітале в Равенні (547 рік), монастир Успіння Богородиці в Нікеї (зруйнована турками в 1922 році), церква Хора в Константинополі (перетворена турками на музей) та багато інших. На територію Русі техніка мозаїки потрапила починаючи з X столітті й протягом більше ніж двісті років нею прикрашали основні приміщення храмів та інших культових споруд. Серед них найвідомішими є київські Софіївський собор (приблизно 1037) та Михайлівський Золотоверхий монастир (1108). Змога споглядати та досліджувати мозаїку вищезгаданих споруд є великою заслугою науковців, реставраторів і музейних працівників. До початку сучасних реставраційних робіт мозаїки цих споруд виглядали зовсім інакше: їх вкривали багатовікові шари кіптяви й пилу. Мозаїки головного купола й тріумфальної арки Софіївського собору були замальовані олійними фарбами. Однак, це було зроблено не навмисне, а через брак інших засобів реставрації у ті часи. У 1884 році професор Прахов реставруючи монументальний живопис головного купола Софії, виявив, що мозаїку тут було прикріплено до мурування цвяхами. Він дійшов висновку, що попередник, з метою збереження мозаїки від осипання, не мав іншого вибору, як просто прибити її цвяхами з навмисно сплющеними голівками. вважається, що було зроблено наприкінці XVII — початку XVIII століття, коли мозаїки головного купола й тріумфальної арки було замальовано олією.
Хоча мозаїка вийшла з моди та була замінена фресками, деякі великі художники доби Відродження також працювали в старовинній техніці. Робота Рафаеля «Створення світу» в куполі каплиці Кіджі в Санта-Марія-дель-Пополо є яскравим прикладом мозаїк своєї доби, виконана венеційським майстром Луїджі ді Паче.
Під час папства Климента VIII (1592—1605) була заснована організація «Congregazione della Reverenda Fabbrica di San Pietro», якій було дорученою завершити оздоблення новозбудованого Собору Святого Петра. Замість фресок кавернозну базиліку в основному прикрашали мозаїками.
Мозаїки собору Святого Петра часто демонструють живі барокові композиції, створені за проектами чи полотнами Чіро Феррі, Гвідо Рені, Доменікіно, Карло Маратта та багатьох інших. Рафаель представлений мозаїчною копією останньої картини «Преображення». Багато різних художників зробили свій внесок у мозаїку XVII—XVIII століть у соборі Святого Петра, зокрема Джованні Баттіста Каландра, Фабіо Крістофарі та П'єтро Паоло Крістофарі. Твори Fabbrica часто використовувалися як папські дарунки.
Серед визначних мозаїк XIX століття можна згадати мозаїки Едварда Берн-Джонса у церкві Святого Павла у стінах Риму. Ще одна сучасна мозаїка, яку варто відзначити, — це найбільша в світі мозаїчна інсталяція, розташована в соборній базиліці Сент-Луїса, штат Міссурі.
Деякі сучасні мозаїки це роботи у стилі каталонський модерн архітекторів Антоніо Гауді та Хосепа Марії Жухоля, зокрема, мозаїки у парку Гуель в Барселоні.
Довговічність збереження мозаїк забезпечувалася матеріалами, з яких вони створювалися. Саме через цю якість у поєднанні з декоративністю, яскравістю тонів й змушували живописців звертатися до цієї техніки. Не зупиняло їх навіть відносна трудомісткість роботи під час приготування матеріалу, складність виконання самих робіт (набору), а також висока вартість. Природний камінь, кераміка (клини, плитки, кубики та інше) і смальта — матеріали дійсно довговічні, вони зберігаються не змінюючи кольору й відтінків. Разом з тим слабким місцем мозаїки в усі часи були основи, на яких вони розміщувалися, а саме — ґрунти. Саме вони, як основа для живопису, найбільше схильні до руйнувань від різного роду атмосферних впливів: вологи, вітру, прямих сонячних променів та іншого. Щоб зменшити це негативне явище художники минулого експериментували зі складом ґрунтів, розчинами, пастами та мастиками. Митці сучасності мають більше можливостей та засобів й тому використовують як традиційні так і новітні матеріали на основі синтетичних полімерів, їх дисперсій та емульсій.

Пам'ятки монументального мистецтва (мозаїка)
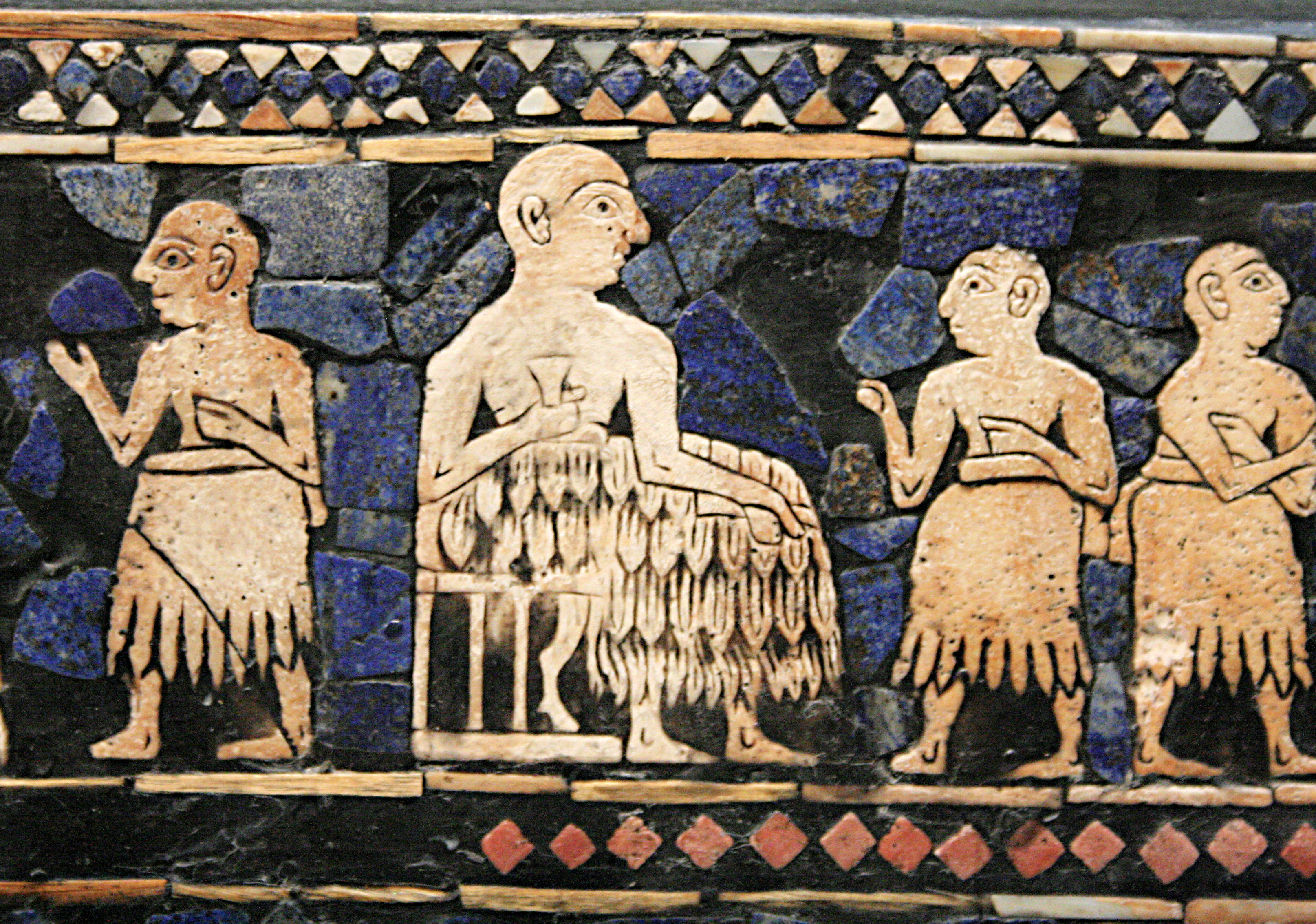
Фрагмент мозаїки штандарт Уру[en] (2600 рік до н.е.)
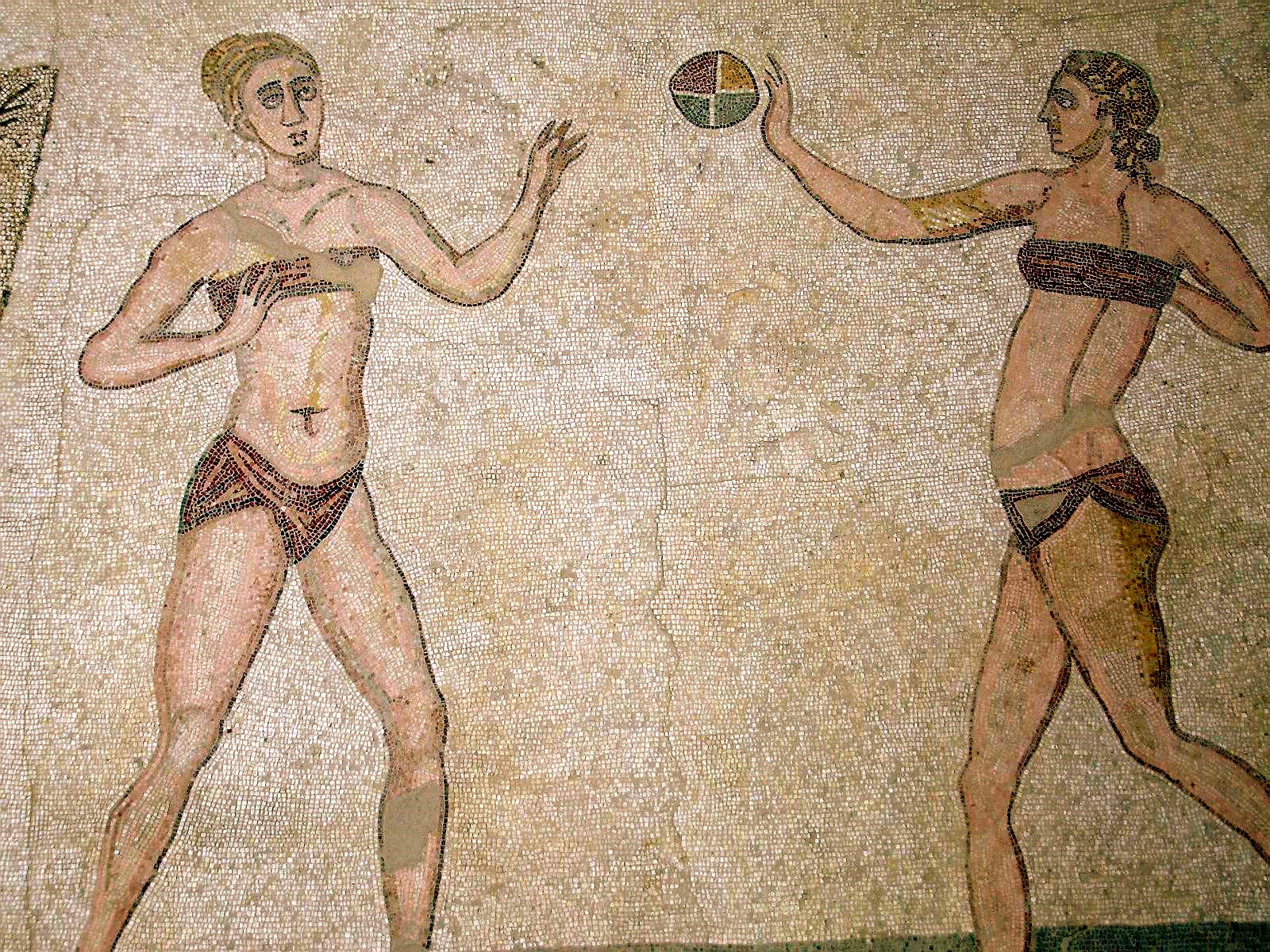
«Жінки спортсменки грають в м'яч», П'яцца-Армерина (IV століття)
«Дніпро — торговельний шлях», Київський річковий вокзал
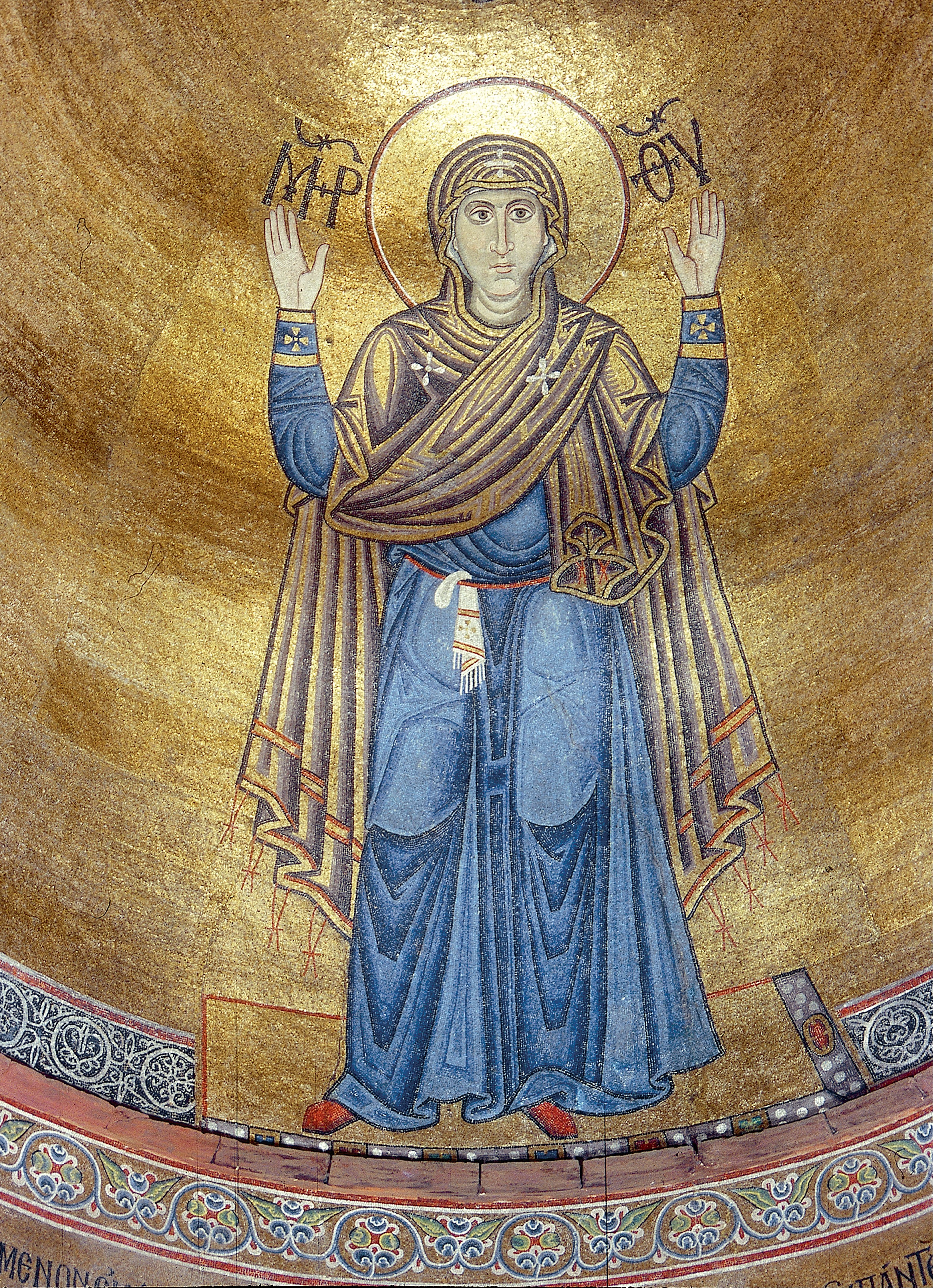
Богоматір Оранта (Софійський собор)

### Силікатні та термофосфатні фарби
Силікатними фарбами називаються фарби, у яких як сполучний матеріал використовується так зване рідке скло — водний розчин лужного силикату і кремнезему. Рідке скло отримують з розчинного скла — продукту сплаву суміші кварцового піску з содою або поташем при температурі 1400—1450 °C і тиску в 15–20 атмосфер. Розчинне скло являє собою прозору склоподібну масу силікат-брилу — безбарвну або злегка зеленуватого чи жовтуватого відтінку. Він нагадує брили звичайного скла (також силікатного, але іншого хімічного складу, внаслідок чого воно нерозчинне у воді). Про рідке скло ще в I столітті згадував у своєму трактаті «Природничої історії» відомий римський письменник і вчений Пліній Старший. Дані про його виготовлення містяться і в працях середньовічного алхіміка Василя Валентина (початок XVI століття). У XIX столітті в результаті фундаментальних робіт німецького вченого Йогана фон Фукса рідке скло отримало широке застосування, як сполучник фарб, що виготовлявся головним чином для декоративних робіт в архітектурі. До 1968 року силікатними фарбами в Україні було написано кілька панно на фасадах шкіл, дитячих садів у Києві. Вони отримали високу оцінку провідних художників країни та загалом схвальні відгуки у суспільстві. Розпочалося нарощення їх створення. Їх ефективність беззаперечна у порівнянні з фарбами на основі цементних, перхлорвінілових, цементно-перхлорвінілових і вапняних речовин. Вони не тільки більш атмосферостійкі й декоративні, але і більш економічні. Силікатні фарби мають високі технологічні показники, універсальні властивості й цілий ряд переваг. У них прекрасна адгезія до переважної більшості будівельних матеріалів. Вони добре фарбують практично всі будівельні поверхні, які зустрічаються: бетон, тиньк, цегла, азбоцемент, скло та інші окрім дерева. Беззаперечними перевагами силікатних фарб є: швидке висихання, не токсичність, відсутність запаху, простота в приготуванні, зручність в роботі, низьку вартість. Ці фарби створюють насичені кольором, щільні барвисті шари на покритті, які володіють гарною механічною міцністю, мають високу атмосферну, водяну, світлову, морозну, хімічну та термічну стійкість. Силікатні фарби створюють водонепроникний барвистий шар, що оберігає поверхні будівель від вогкості та добре переносять побутове миття. У 70-ті роки художник Олег Борисович Павлов після багаторічної та цілеспрямованої роботи в пошуках оптимальних складів силікатних фарб створив термофосфатну фарбу. У ході своєї роботи він прийшов до висновку, що можна використовувати як сполучник для фарб рідку фосфатну зв'язку, здатну створювати високоміцний, атмосферостійкий, водостійкий, вогнетривкий барвистий шар. Для отримання набору таких властивостей слід провести термообробку (випалювання) при температурі вдвічі нижче та вдвічі меншим часом, аніж силікатно-емалеві фарби. Заслуга Павлова полягає в тому, що він не тільки відкрив цей матеріал для мистецтва, а й знайшов шляхи використання рідкої фосфатної зв'язки як сполучної для художніх фарб і пастелі, розробив їх рецептуру та рецептуру складу спеціальних ґрунтів. Техніка роботи такими фарбами отримала назву — «термофосфатний живопис». Вони застосовуються однаково успішно як при створенні творів монументального живопису, так і для реставрації керамічних панно, кахлів та поліхромної скульптури. Сполучною у термофосфатних фарб є рідка алюмінієфосфатна зв'язка (концентрований розчин гідроксиду алюмінію в ортофосфорній кислоті), яка здатна розчинятися у воді. При змішуванні з різними наповнювачами (пігментами) вона утворює своєрідний цемент. Останній являє собою масу, яка після висихання під дією термічної обробки утворює твердий продукт — барвистий шар. Поверхня барвистого шару термофосфатних фарб є матовою, за насиченістю кольором не поступається фресці, темпері, пастелі. Такими фарбами можна писати як одношарово (а-ля прима), так тривало, в декілька підходів, нашаровуючи один шар фарби на інший. Єдиною вимогою при цьому є те, що кожен раз кожен наступний шар фарби потрібно фіксувати термічною обробкою. Вони однаково добре передаються як за допомогою тонкого пензля, так і широкого мастихіна. Барвистий шар термофосфатних фарб можна піддавати гідрофобізації й, за необхідності, покривати лаком. Фосфатні фарби є найкращим матеріалом для розпису по бетонних та цементних основах (ґрунтах). Саме тому їх використовують при оздобленні та розписі об'єктів із залізобетону. Останні роки дуже погіршилась екологічна ситуація, що полягає у великій кількості шкідливих викидів до атмосфери, кислотних дощів. Олійний екстер'єрний живопис не витримує впливу даних чинників (шкідливі речовини у повітрі, волога, перепад температури та інші). Саме тому при виборі техніки виконання екстер'єрного живопису для відтворених культових споруд Михайлівського Золотоверхого собору та Успенського собору Києво-Печерської Лаври було вирішено застосувати силікатні фарби.

Пам'ятки монументального мистецтва (силікатні/термофосфатні фарби)
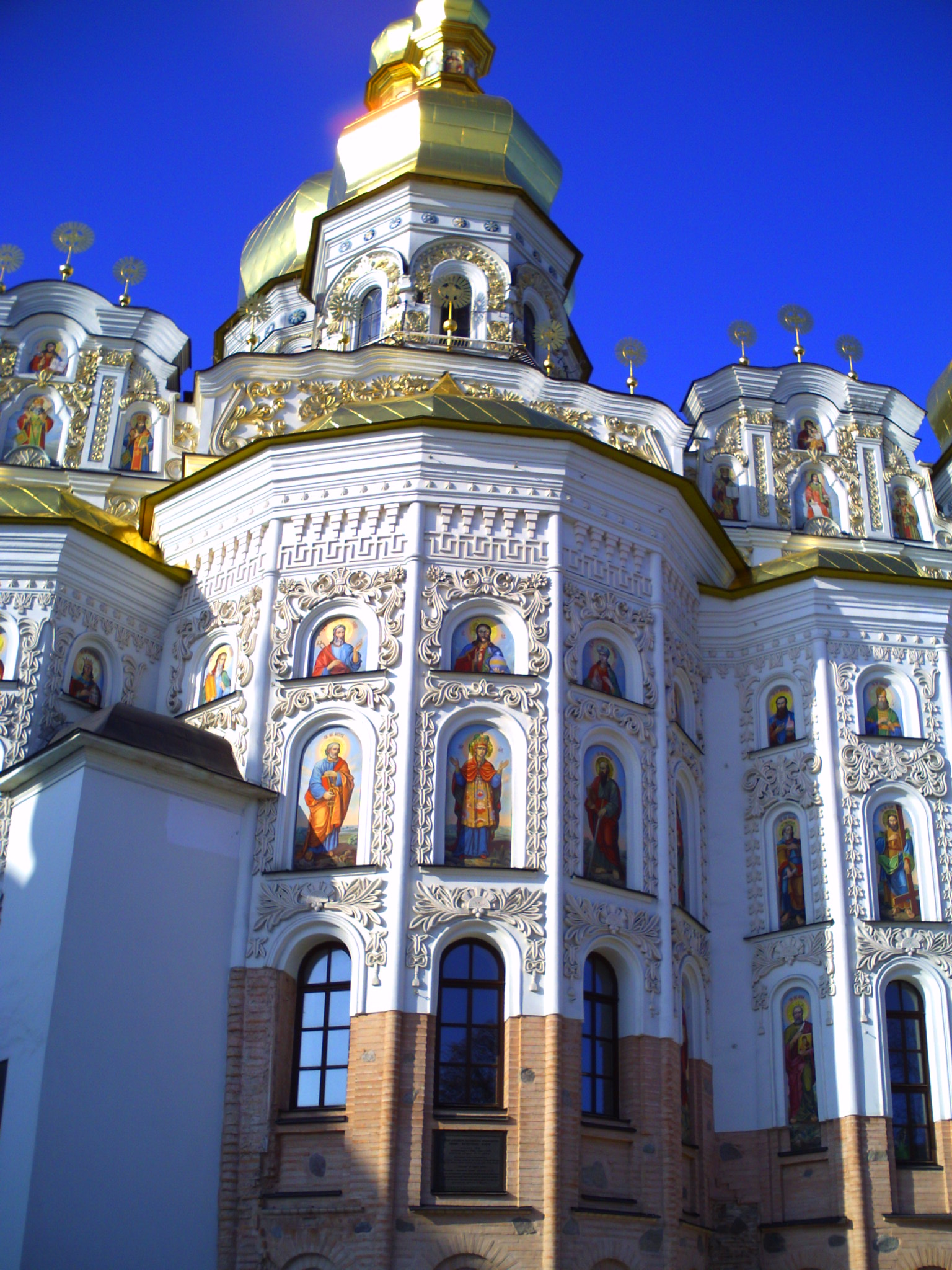
Розпис єкстер'єру силікатними фарбами (Успенський собор (Київ))
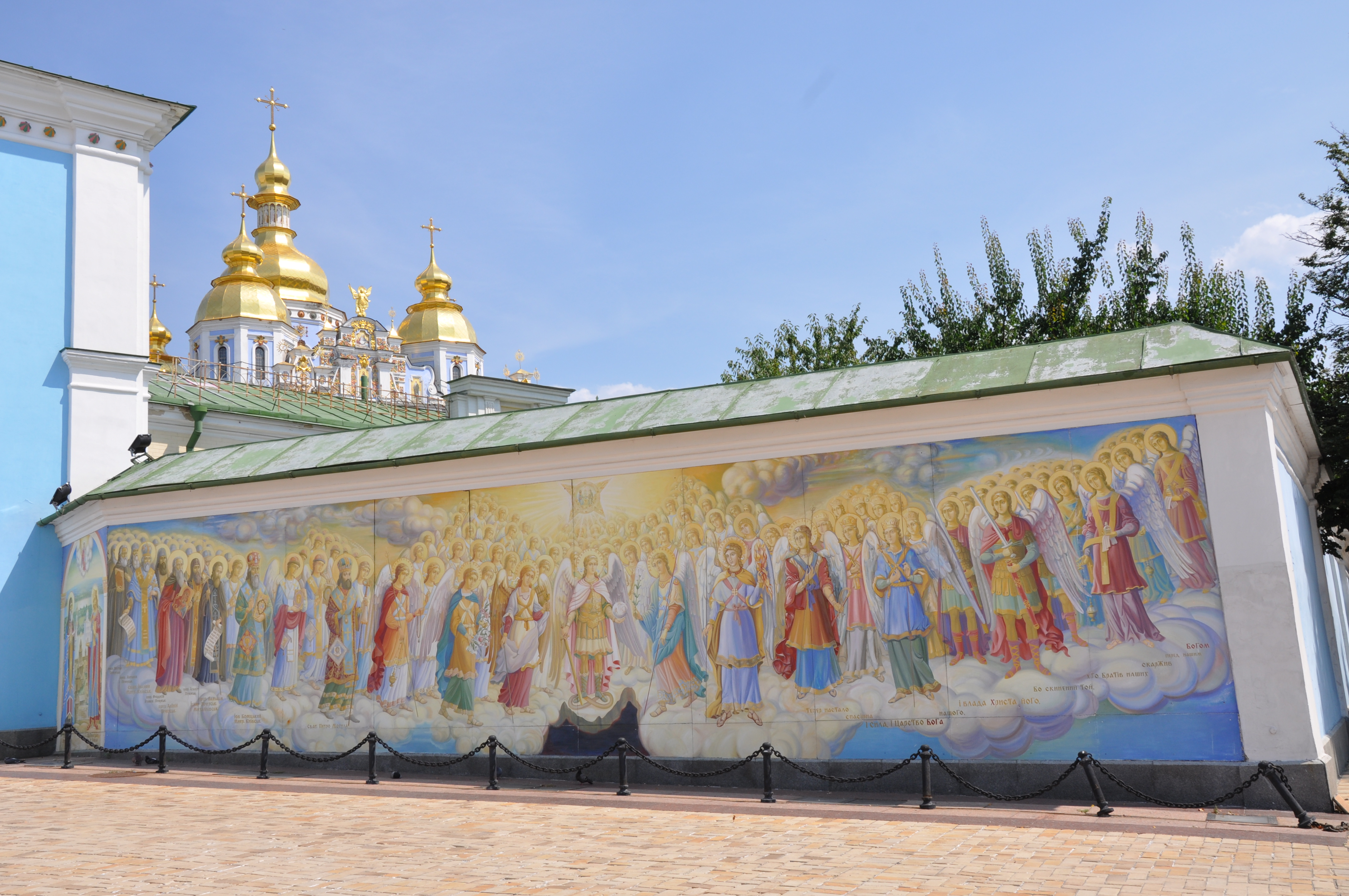
Стінопис Михайлівського Золотоверхого собору виконано силікатними фарбами
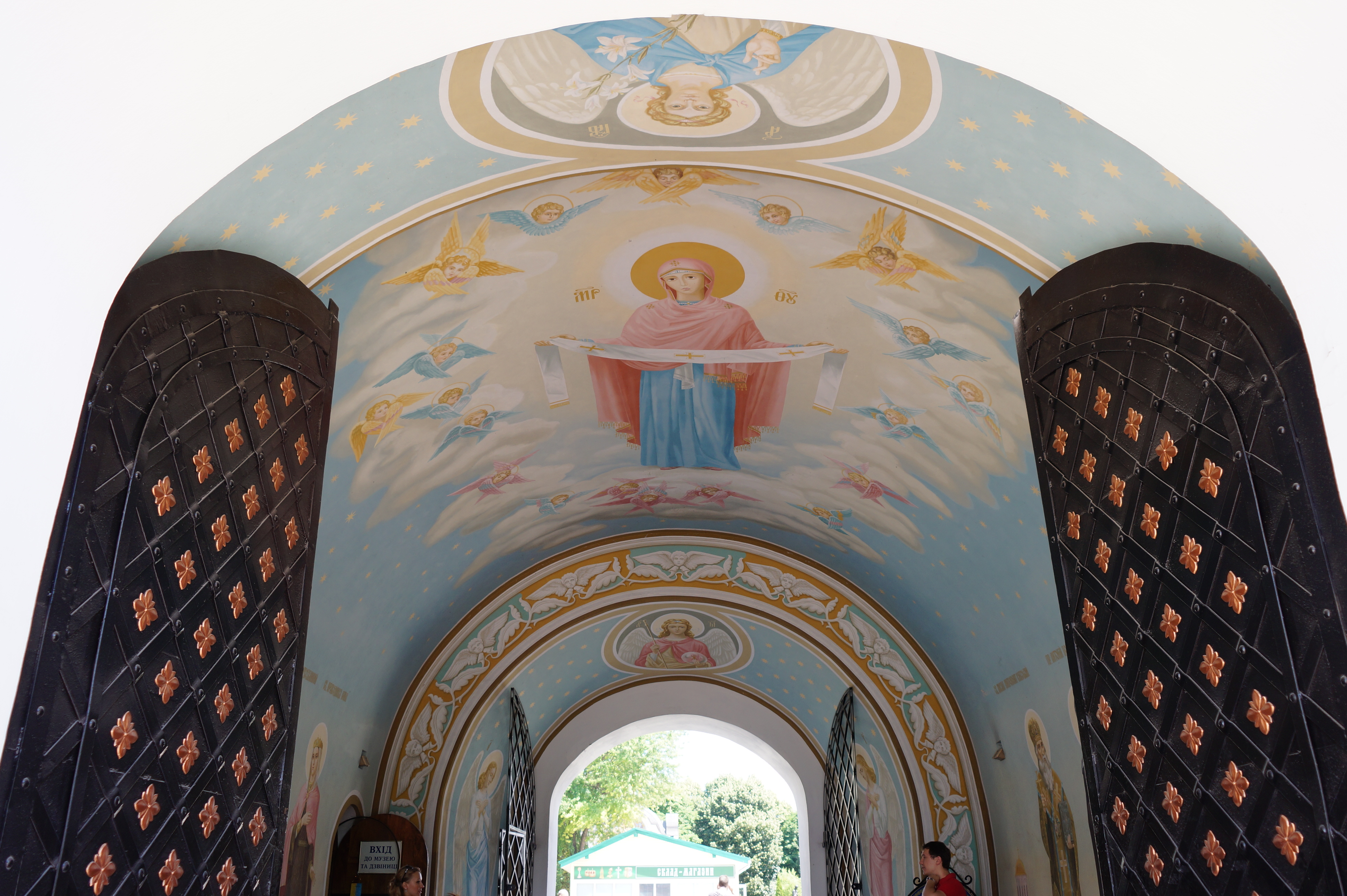
Михайлівський Золотоверхий собор - огорожа та стіна першого ярусу дзвіниці розписані силікатними фарбами

## Сучасний стінопис
Беззаперечним є те, що монументальне мистецтво є одним з видів образотворчого мистецтва, що активно впливає на формування навколишнього середовища людини й належить до найдавніших проявів її творчості. Художня сутність полягає у репрезентації соціальних, релігійних, філософських, політичних ідей, що розкривають образну модель світогляду представників живопису. Монументальний живопис змінюється під впливом сучасних тенденцій, що обумовлюється новими соціокультурними потребами та архітектонікою інтер'єру. Мета діяльності монументалістів полягає в перетворенні архітектурного простору, внесенні в нього нових естетичних форм. Після становлення незалежності України її художнє життя, а також ставлення до культурної спадщини зазнали кардинальних змін у порівнянні з часами Радянського Союзу. З початку 1990-х років монументальне мистецтво для багатьох стало ледь не уособленням пережитків попередньої епохи. Однак, протягом останніх десятиліть утвердилась нова художня практика, в процесі якої суспільство познайомилося з такими напрямками, як «графіті», «мурал» та «стрит-арт». Відокремлення одне-від-одного через визначення понять є важливим й актуальним питанням, оскільки деякі теоретики схильні долучати до «стрит-арту» всі типи зображень, які створюються не комерційними організаціями або безпосередньо владою чи партіями (реклама, агітаційні матеріали), а окремими індивідуумами або цілими спільнотами. Графіті, на думку деяких дослідників, є частиною міського досвіду молоді та молодіжних субкультур, які використовують доступний міський простір для реалізації себе, своїх прагнень. Стрит-арт — значно ширший вид мистецтва, спрямований на комунікацію з максимально великою аудиторією, набагато символічніший та фігуративніший.

### Графіті
Сучасна Історія графіті почалася з повідомлень на стінах будівель і товарних вагонах поїздів, які представники банд Нью-Йорку залишали на вулицях міста ще в 1920–1930-х роках. Таким чином учасники угруповань позначали територію своїх «володінь» й залишали повідомлення своїм конкурентам. З часом написи стали з'являтися на різноманітних нерухомих і рухомих об'єктах, а кількість художників і стилів зростала. До їх числа приєдналася молодь, яка використала малюнки на стінах для самовираження, як власну реакцію на соціально-політичні проблеми, малюючи слогани та гасла. Відповідною реакцією на це стало те, що наприкінці минулого століття поліція та влада міст в різних країнах почали вести боротьбу з представниками вуличного мистецтва. Це призвело до того, що художники розділилися на два табори: перші продовжували на нелегальній основі розмальовувати вуличні об'єкти, а другі віддали перевагу роботі на комерційній основі й почали працювати при галереях. Власне розвиток культури вуличних малюнків був започаткований на Східному узбережжі США в 1960-х роках. Перші художники створювали примітивні малюнки або власні підписи у випадкових місцях по місту. Серед них першими були Cool Earl, Topcat126, а також вуличний артист з Філадельфії — Cornbread. Вони вважаються неофіційними засновниками вуличного графіті. Серед інших відомих представників виділяють: Stay High 149, PHASE2, Stitch1 та Joe136. Для боротьби з ними та іншими послідовниками цього руху міська влада багатьох міст ввели ряд законів, що забороняли продаж фарби неповнолітнім, а балончики з фарбою, подібно зброї, мали зберігатися в сейфах або захищених шафках. На європейському континенті одним із перших та найвідоміших вуличних художників став француз — Blek le Rat. Для створення малюнків він використовував спеціальні трафарети, за допомогою яких швидко малював графіті та уникав арешту. Його метою була демонстрація того, що мистецтво може бути доступним кожному й не обмежується стінами галерей. У Великій Британії графіті та вуличне мистецтво в цілому асоціюється з ім'ям Бенксі. Він здобув всесвітню славу не стільки своїми малюнками, як іміджем самої прихованої фігури вуличної культури. Справжня його особистість тримається в таємниці, його роботи виставляються в галереях по всьому світу, а малюнки несподівано з'являються в самих різних містах. Варто зазначити, що характерною рисою сучасної графіті-культури стала комерція. Великі та впливові компанії взяли популярність малюнків вуличних художників за основу для рекламної кампанії. Саме тому графіті в масовій культурі зустрічаються повсюди: реклама, кінофільми, періодичні видання, відеоігри.

Завдяки тривалій популярності цей вид вуличного мистецтва став піддаватися детальному дослідженню зі сторони різних дослідників. Було сформульовано саме поняття «графіті» у науковому просторі, яке розглядає його, як вид урбаністичного мистецтва, самостійного культурного феномену, що використовується для передачі будь-яких графічних або текстових зображень. Саме науковці запропонували відокремити поняття «графіті» (італ. graffiti — дряпати) — зображення, які створюються за допомогою продряпування поверхні від «діпінті» (італ. dipinto  — картина) — намальованого за допомогою фарб зображення. Дослідники зазначають, що графіті — не стале явище, воно постійно еволюціонує. Не оминув цей вид живопису й Україну. Вони присутні на вулицях у різних формах — від тегів, підписів, художніх творів і трафаретного живопису до несанкціонованого створення зображення на об'єктах державної або приватної власності. За формою створення вони поділяються на ті, що виконуються за власним бажанням та ті, які є предметом замовлення іншої сторони. Серед відомих не тільки в країні, але й за її межами вуличних художників-графістів можна виділити Володимира Манжоса (Waone), Олексія Бордусова (Aec) та Сергія Радкевича.

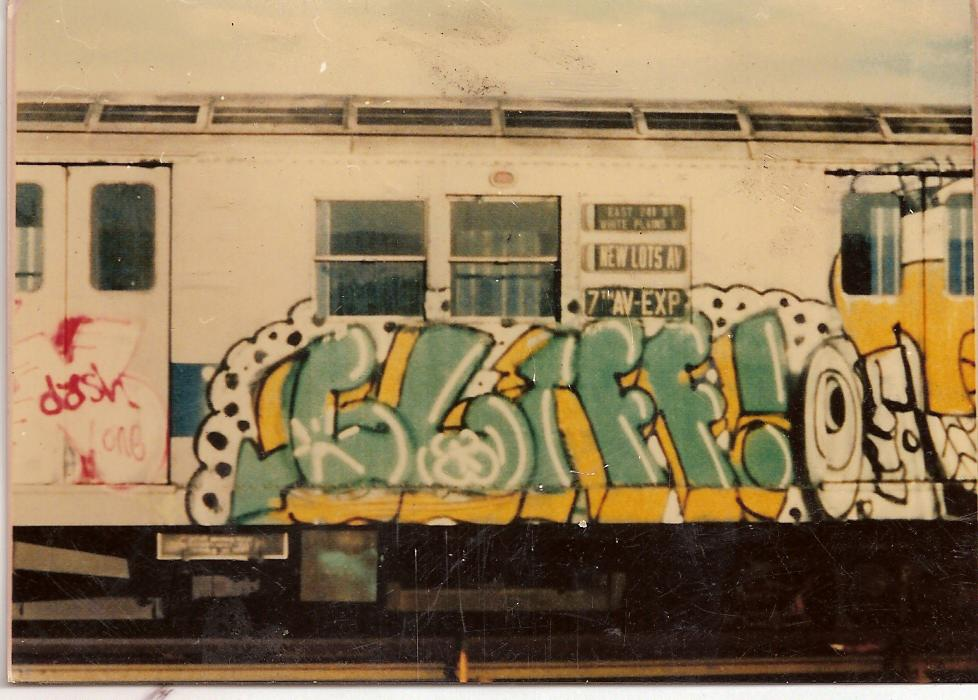
Нью-Йорк, 1970-ті роки (автор Cliff159)
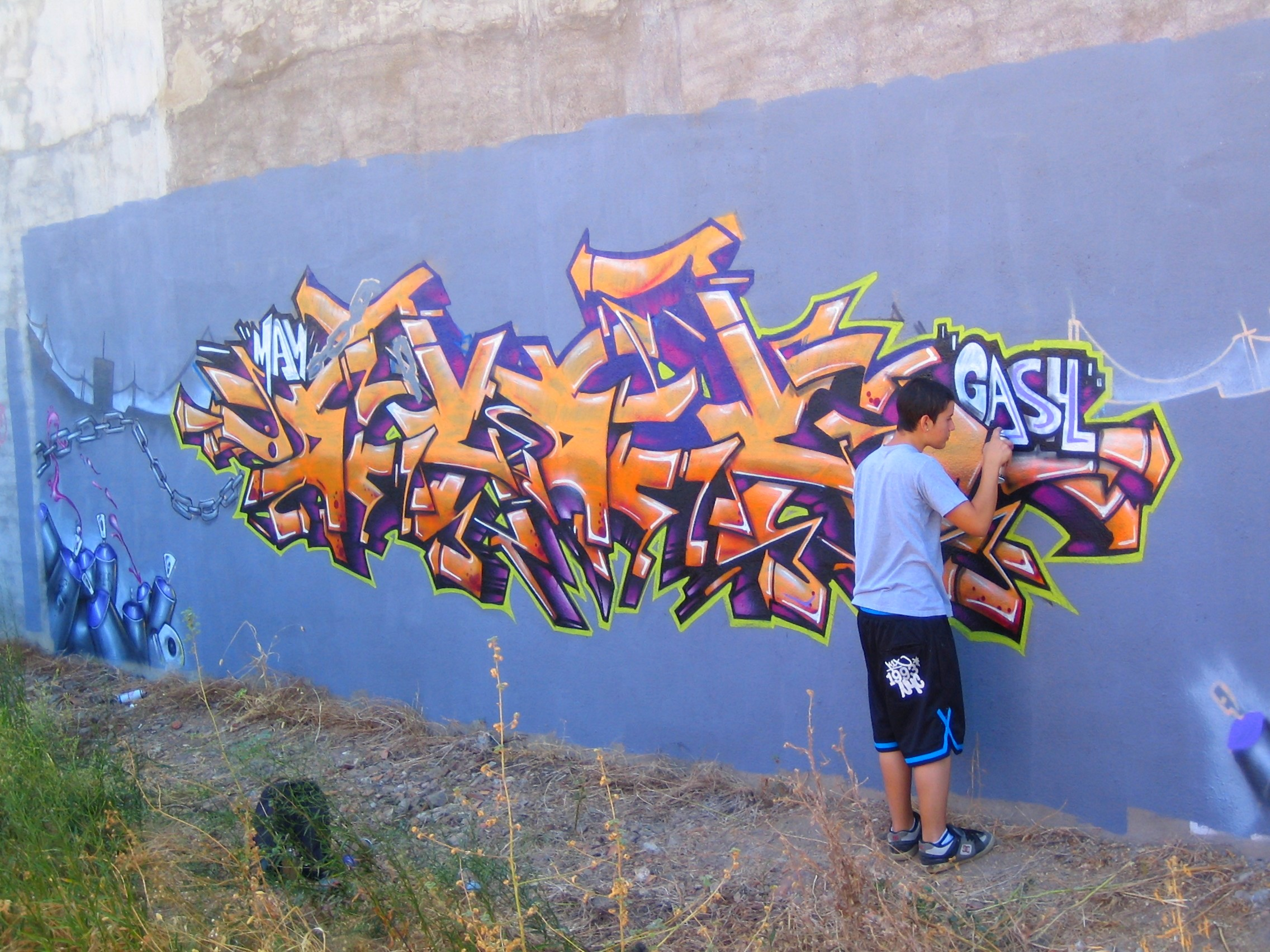
Графіст за роботою (Іспанія)
Графіті на вулиці Іванова у Києві

### Мурали
Дослідники специфіки графіті й муралів у контексті урбаністичного мистецтва вважають їх якісно новою художньою практикою. Вона об'єднує всі види і напрями художнього матеріального та процесуального мистецтв (художня акція, графіті, інсталяція, мурал-арт, перформанс, скульптура та багато інших). Мурали (від лат. mūrālis — «стіна») — це стилістичні зовнішні розписи на стінах та фасадах житлових будинків або промислових об'єктів, володіють характерними сюжетними композиціями та складною технікою виконання. Як правило мурали покривають усю площину поверхні й створюються з дозволу представників влади або на їх замовлення. Це, в свою чергу, призводить до отримання художниками гонорарів та дозволяє їм підписати твори справжнім ім'ям або псевдонімом, виключаючи настання юридичної відповідальності. Це і є кардинальною відмінністю між графіті та муралами, оскільки перші у більшості випадків створюються нелегально, а автори зазнають переслідування.
Мурали можуть слугувати засобом вираження потягу до соціальних змін, вираження протесту або певних прагнень у суспільстві. Міський текст – набір специфічних значень, метафор та образів, наявних у міському просторі і, як наслідок, асоційованих із цим містом. Частиною цього тексту є і мурали. Україна, на рівні з іншими, є країною де живопис муралу розвивається та знаходить підтримку у суспільстві. Наразі осередками такого виду урбаністичного мистецтва є багато міст, серед яких найбільше виділяються: Київ, Луцьк, Львів, Одеса, Харків.  За останні декілька років багато оригінальних муралів з'явилося також у Чернігові.
Відомими  представниками цього живопису є: Олександр Бритцев, Володимир Манжос, Андрій Пальваль, Анастасія Білоус, Дмитро Фатум, Олександр Гребенюк та інші. Досить суперечливу думку наголошує відомий український вуличний художник Віталій Греха (Dilk). За його переконанням вуличне графіті в Україні поступово втрачає актуальність, а її місце в межах експозиційного простору українських міст впевнено займає мурал-арт. Важливе значення в розвитку та популяризації мистецтва муралу відіграє міжнародна співпраця та обмін досвідом. Пік створення композицій на стінах будівель в Україні припав на 2016 рік, коли багато іноземців почали приїжджати на запрошення та реалізувати художніх задумів із 200 запланованих проєктів. Найбільшу кількість, а саме 100 з яких, збираються реалізувати у Києві, Дніпрі, Одесі, Харкові, Львові та Маріуполі. Такий сплеск мурального живопису став доступним завдяки співпраці у межах міжнародного урбаністичного мистецького проєкту «Art United Us». Він об'єднав багатьох відомих художників світового рівня не лише з України, а й з Австралії (RekaOne, диптих «Батьківщина», м. Київ, просп. М. Бажана), Іспанії (Ligen, м. Київ, вул. Братиславська, 12; Веласко, м. Київ, вул. О. Гончара, 36А), США (Е. Мараньє, «Синій птах з квітів», м. Київ, бул. Лесі Українки, 5), Бельгії (B. Smeets, «Два фламінго», м. Київ, бул. Лесі Українки, 30) та багато інших. За останні кілька років у Києві організовано та проведено декілька масштабних фестивалів і проєктів урбан-арту, серед яких: «City Art», «Mural Social Club», «Dynamic Urban Culture Kyiv».
Також нещодавно в Києві було створено найвищий мурал у Європі (2020). Він сягає 78 м у висоту, а за площею досягає аж 1155 метрів кв.
У 2022 році, з початком Російсько-української війни у багатьох містах України і світу з’явилося чимало стінописів на підтримку українського народу, його боротьби за перемогу й наближення миру. Так, у Чернівцях, після виступів у ньому провідних представників релігійних конфесій світу, митці створили мурали, об'єднані ідеєю квітучого саду. Надихаючими для них були слова Мустафи Церіча: «Квіти ростуть завдяки дощу, а не грому. Ми тут у тиші, бо мовчання — це мова Бога, а все інше – просто поганий переклад». Восени 2022 року на фасаді однієї зі споруд рятувальної служби в Полтаві розпочалася робота по створенню першого в області мурала, присвяченого рятівникам. Дуже символічно, що створює унікальний стінопис представниця даної служби, а саме начальник відділу зв’язків із засобами масової інформації та роботи з громадськістю ГУ ДСНС України в Полтавській області, полковник Світлана Рибалко.

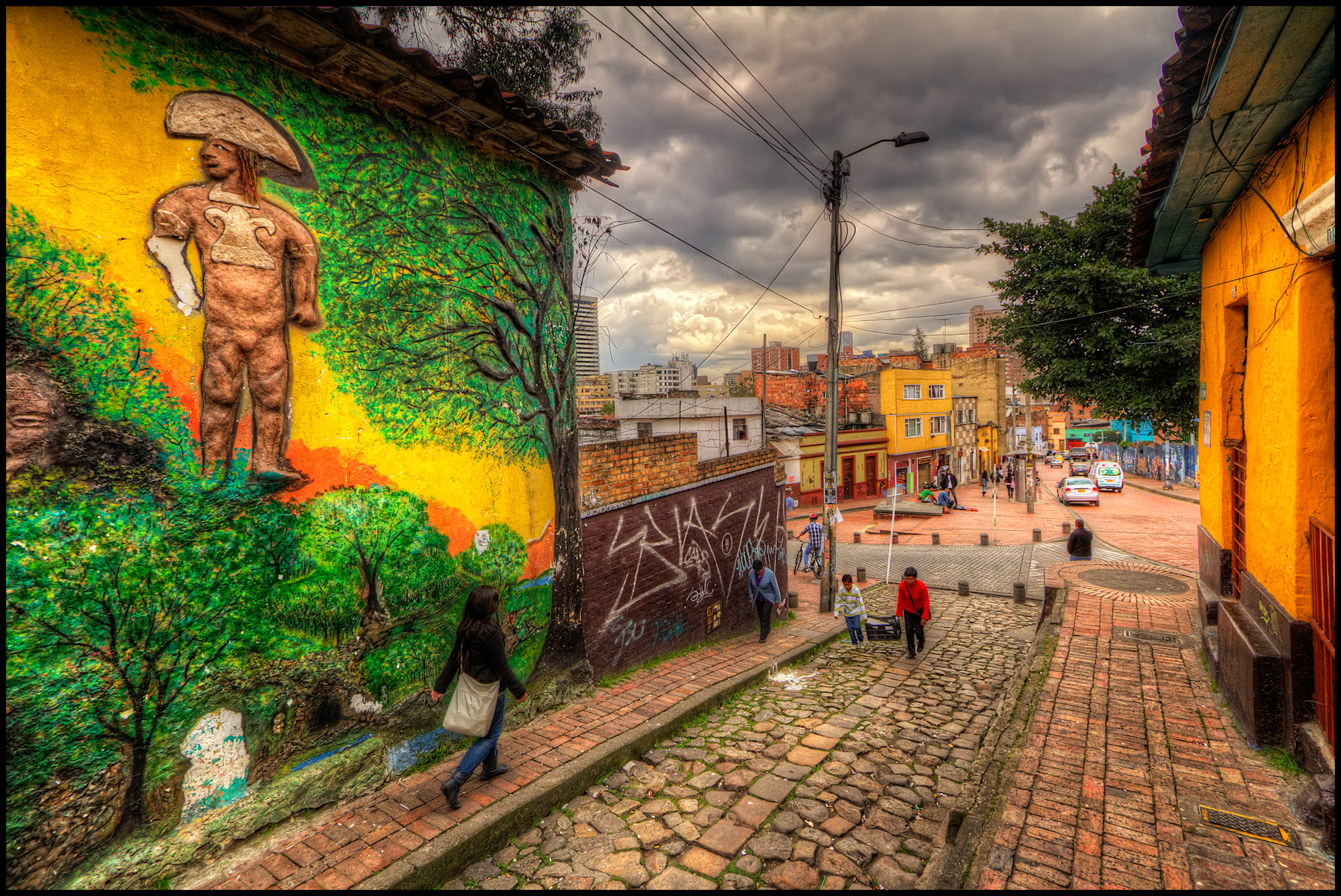
Мурал на будівлі в Колумбії

### Стрит-арт
У 1982 році доктор Джеймс Квінн Вілсон та доктор Джордж Келлінґ вперше представили світу своє бачення проблеми вуличного вандалізму та його поширення, яке сформулювали в теорію розбитих вікон. Вони вивели закономірність між занепадом культури поведінки на вулиці та збільшенням ймовірність появи розбитих вікон та графіті. Разом з тим, на противагу цьому було запропоновано продумане та привабливе вуличне мистецтво, яке має відновлювальну дію на навколишнє середовище. Надалі в процесі свого становлення та розвитку з'явилися наступні напрямки у вуличному мистецтві:
- традиційний (фарбування на поверхнях публічної чи приватної власності за допомогою звичайного балончика з фарбою або будь-якою іншою. Він може мати вигляд як простих слів або підпису художника, так і бути більш майстерним і витонченим, великим за об'ємом;
- трафарет (живопис із використанням саморобного трафарету, як правило, вирізаного з паперу або картону, для створення зображення, яке легко багаторазово відтворити. Зображення переноситься на поверхню за допомогою фарби з напиленням або будь-якої іншої;
- наклейка  (розклеювання різних за змістом та розміром заздалегідь надрукованих наклейок. Мистецтво наклейок вважається підкатегорією мистецтва постмодерну);
- мозаїка (вид мистецтва, де його об'єкти створюються за допомогою менших частин чи фрагментів з будь-якого матеріалу, що збираються в єдину композицію);
- відеопроєкція (проєктування на будь-які поверхні цифрового зображення, яке створюється на комп'ютері, за допомогою світлового приладдя та проєкційної системи);
- вулична інсталяція (вуличні інсталяції — це відносно нова тенденція в русі «street art». У той час, коли звичайне вуличне мистецтво та графіті створюють на поверхнях, «вуличні інсталяції» використовують 3-D об'єкти та простір довкілля;
- блокування деревиною (різні за змістом твори малюють на невеликому шматку фанери або іншого недорогого матеріалу й прикріплюють до вуличних знаків болтами. Часто болти пошкоджені, щоб унеможливити їх викручення. Це стало своєрідною формою мистецтва, яке використовується для накриття дорожніх знаків, стендів або будь-якого рекламного щита;
- флешмоб (вуличне дійство, в якому різна за кількістю група людей, раптово та зненацька для оточення збирається в громадському місці, недовго виконують заплановану дію, а потім швидко розходяться. Термін застосовується лише для зборів, організованих за допомогою телекомунікацій, соціальних мереж та вірусних електронних листів, а не до заходів, організованих фірмами або організаціями[57].

Вуличне мистецтво тісно пов'язане з графіті, оскільки воно також створюється в публічних місцях і, як правило, несанкціоноване. Разом з тим воно охоплює ширший спектр засобів масової інформації та більше пов'язане з графічним дизайном. У вуличному мистецтві немає чітко встановлених правил, а отже все, що не виходить за рамки юридичної відповідальності — дозволене. Вуличні художники працюють не тільки безпосередньо на вулиці, але й у студіях, влаштовують виставки в галереях. Вони не відносять себе до антимистецтва, а навпаки наголошують на власній свободі працювати де завгодно, для кого завгодно, не турбуючись про думку оточення. Багато відомих художників розпочали свою кар'єру, працюючи в напрямку стрит-арт, до яких належать: Гордон Матта-Кларк, Дженні Ґольцер та Барбара Крюгер. Попри те, що стрит-арт виник ще в 70–80 роки XX століття у вітчизняному соціокультурному просторі, це явище з'явилося на початку 90-х років. В Україні це явище одразу здобуло форму взаємного діалогу через мистецтво між суспільством та художниками, які зазвичай мають професійну освіту. Серед найбільш відомих представників стрит-арту відносять наступних художників: Метеліна Дениса, Савчишина Андрія (Stone), Челяда Віктора (Cash), Осередько Микиту (Viska), Тараса Довгалюка (Arm) та інших. Вони не тільки прикрашають будівлі графіті, муралами та іншими малюнками, але й організовують різноманітні заходи, як то, наприклад, мистецький фестиваль Алярм, вуличні галереї, виставки.

Види стрит-арту
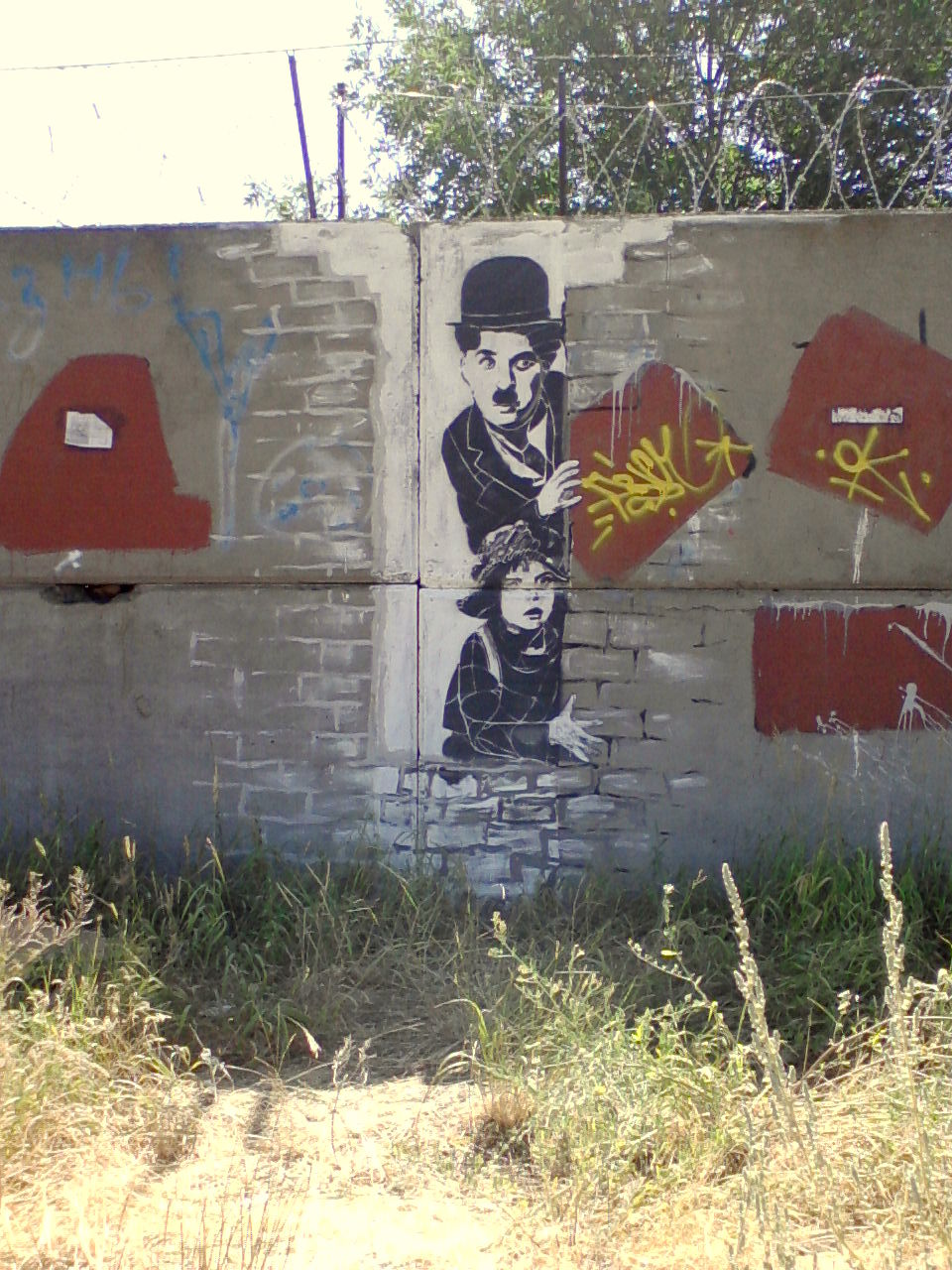
Зображення за допомогою трафарету
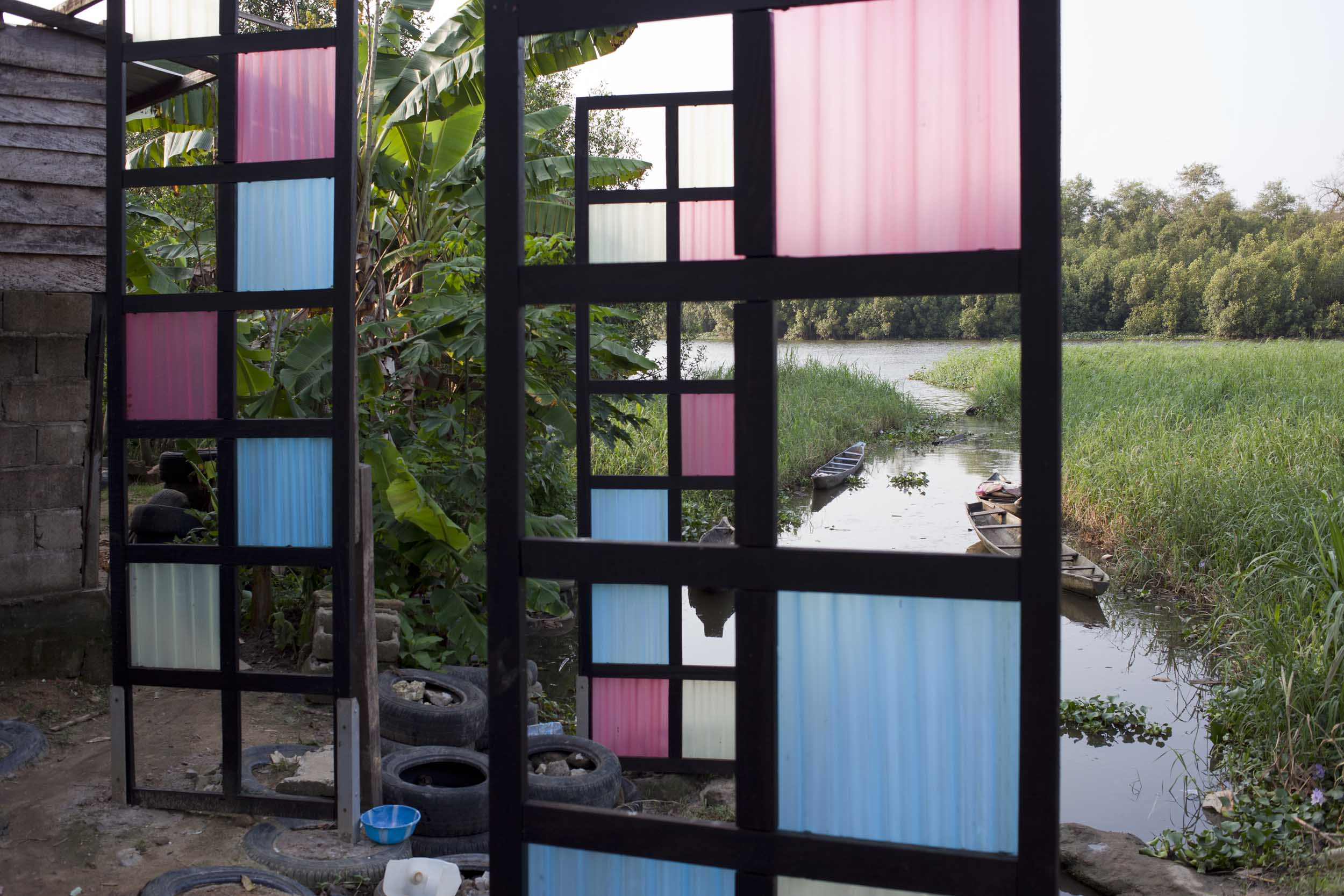
Інсталяція на природі
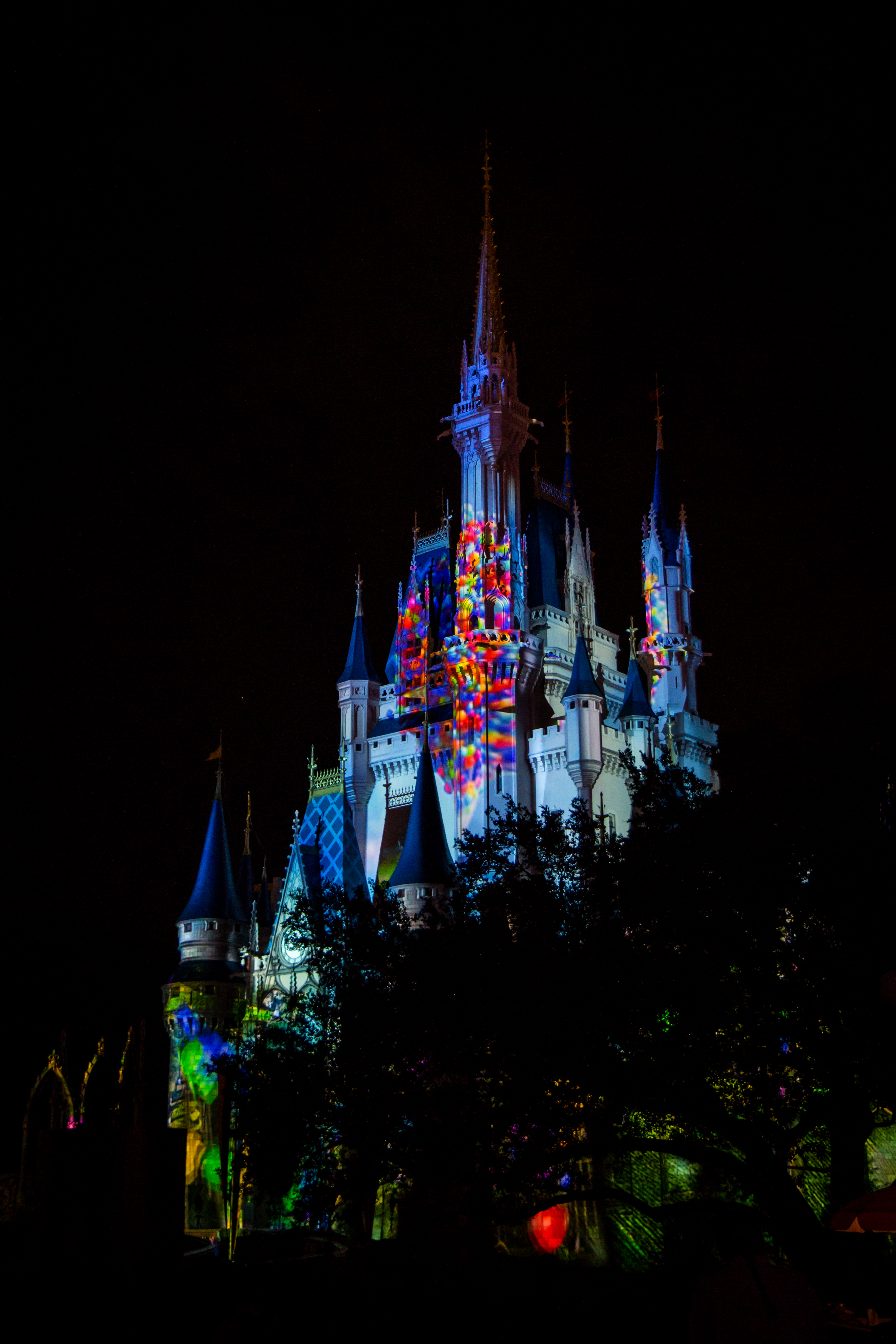
Відеопроєкція на будівлі